# Équipe de Suède de football
Cet article traite de l'équipe masculine. Pour l'équipe féminine, voir Équipe de Suède féminine de football.
Maillots
L'équipe de Suède de football (en suédois : Sveriges herrlandslag i fotboll) est la sélection de joueurs suédois représentant le pays lors des compétitions internationales de football masculin, sous l'égide de la Fédération suédoise de football.
L'équipe fait ses débuts en 1908, à l'occasion des Jeux olympiques. En 1924, elle remporte la médaille de bronze aux JO de Paris, où est organisé le premier tournoi de football mondial. Forfait lors de la première édition de la Coupe du monde en 1930, elle atteint les quarts de finale puis les demi-finales des deux éditions suivantes, organisées en Europe.
Après la Seconde Guerre mondiale, la Suède bénéficie de l'apparition de son trio d'attaque Gre-No-Li (Gunnar Gren, Gunnar Nordahl, Nils Liedholm) . Elle est championne olympique à Londres en 1948, le seul titre majeur de son histoire, puis termine à la troisième place de la Coupe du monde en 1950. En 1958, comme sélection-hôte, la Suède atteint la finale de la Coupe du monde, où elle s'incline face au Brésil.
Quarante-deux ans plus tard, les Suédois brillent de nouveau lors l’Euro 1992, organisé à domicile, où ils atteignent les demi-finales (défaite contre l'Allemagne), puis lors de la Coupe du monde de 1994, qu'ils terminent à la troisième place après ne s'être inclinée qu'une fois, face au Brésil en demi-finale.
La Suède se qualifie depuis à la plupart des tournois internationaux (surtout l'Euro dont elle n'a manqué aucune phase finale depuis 2000). Cependant, malgré les nombreux buts de son attaquant vedette Zlatan Ibrahimović, qui détient le record  avec sa sélection, elle ne parvient pas à réitérer ses performances passées : quatre éliminations au premier tour sur les cinq dernières participations a l'Euro, absence des phases finales des deux dernières Coupes du monde. La Suède parvient à se qualifier pour la Coupe du monde 2018 en éliminant l'Italie lors des barrages de la zone Europe. Lors de la Coupe du monde 2018, la Suède, pourtant dans un groupe jugé relevé avec notamment l'Allemagne et le Mexique, sort des poules, élimine la Suisse en huitièmes de finale et s'incline face à l'Angleterre en quarts de finale.

## Historique

### Les débuts de la Suède (1908-1938)

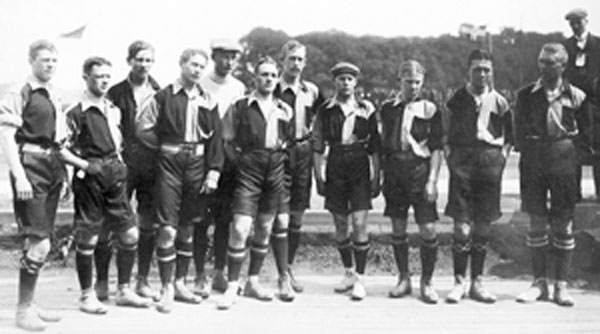
L'équipe suédoise à ses débuts en 1908.

Le football apparaît dans la région à la fin du XIXe siècle et plus précisément durant les années 1890, notamment à Göteborg ou à Stockholm, où sont fondés les premiers clubs du pays : le Örgryte IS en 1887, le AIK Fotboll en 1891 qui existent encore aujourd'hui. Le match de football le plus ancien ayant été rapporté oppose Örgryte IS et Idrottssällskapet Lyckans Soldater le 22 mai 1892. Une première édition du championnat national est organisée en 1896. La Fédération de Suède de football (Svenska Fotbollförbundet) est fondée en 1904, elle est un membre fondateur de la FIFA fondée la même année,.
La fédération suédoise propose au cours de l'année 1908 aux fédérations voisines d'organiser une rencontre amicale avant de jouer les Jeux olympiques 1908, le Danemark refuse la proposition tout comme la Finlande qui se trouve encore trop faible, la Norvège accepte elle l'invitation. Le 12 juillet 1908, la fédération suédoise organise donc le premier match officiel de l’équipe de Suède de football (Sveriges herrlandslag i fotboll). Elle s'impose à Göteborg face à son voisin Norvégien, dont c'est également la première sortie, une large victoire sur le score de 11 buts à 3,. Après l'accord de la fédération anglaise, la Suède reçoit une sélection venant d'Angleterre au cours du mois de septembre contre laquelle elle s’incline largement (1-6).

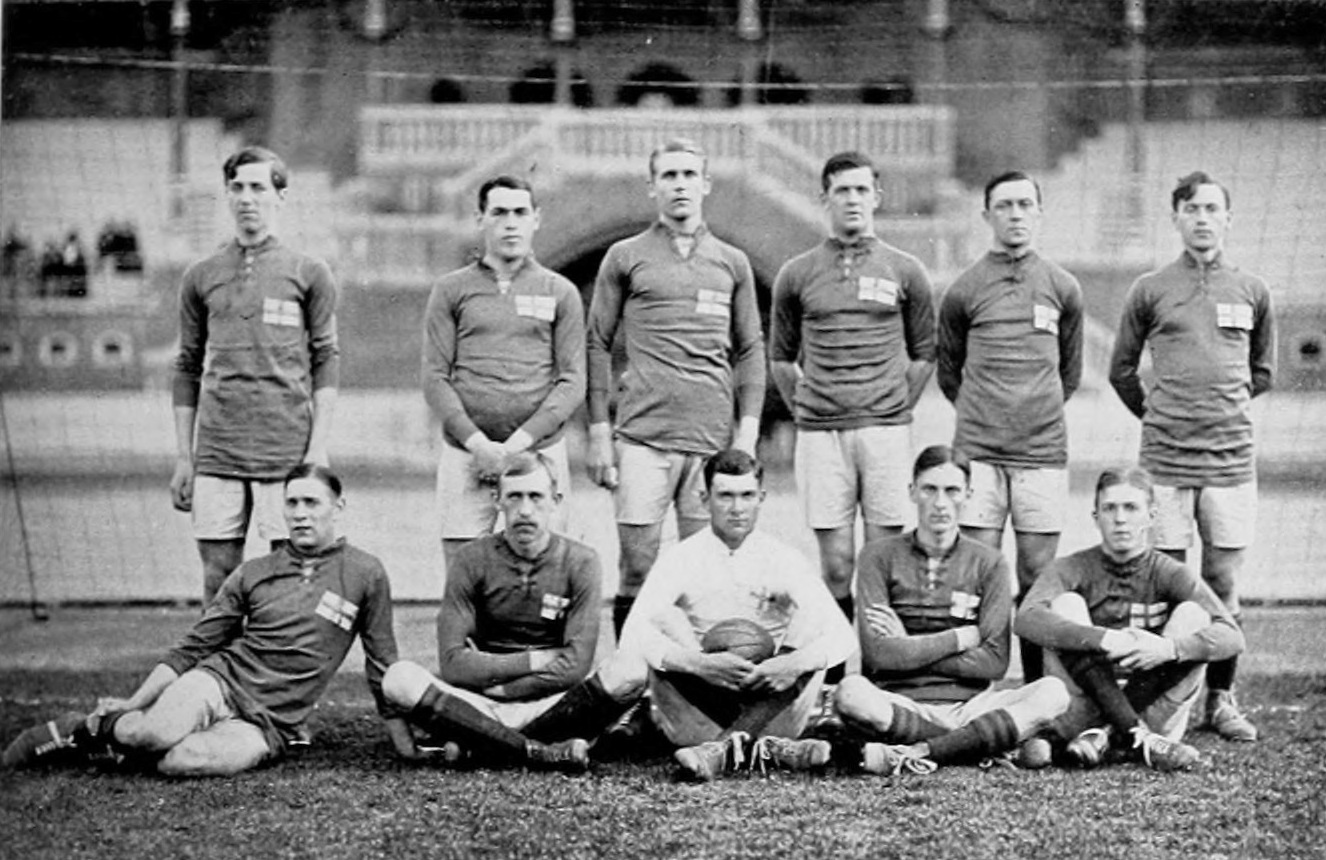
L'équipe de Suède lors des JO 1912.

Le Comité olympique suédois permet à son équipe de foot de participer pour la première fois aux Jeux Olympiques grâce à son financement. La Suède fait ses débuts dans la compétition le 20 octobre 1908 contre la Grande-Bretagne, la Suède s'incline lourdement sur le score de 12 buts à 1, ce qui est la plus large défaite des Suédois,. Les Suédois rencontrent ensuite les Pays-Bas dans un match pour la troisième place mais s’inclinent (0-2),,.
En 1912, la sélection suédoise dispute à domicile les Jeux olympiques, au premier tour, elle affronte les Pays-Bas, elle s'incline (4-3) en prolongation au Stade olympique de Stockholm, la Suède dispute ensuite le tournoi de repêchage, elle est alors battue par la sélection italienne,,, l'année suivante, la Suède dispute ses deux premières rencontres face au voisin danois, elle s'incline lourdement à Copenhague (0-8), avant de subir un nouveau revers à domicile (0-10), ce résultat constitue la seconde plus lourde défaite de l'histoire du football suédois.
Durant la Première Guerre mondiale, la Suède dispute dix-huit rencontres. Elle affronte uniquement ses voisins scandinaves, la Norvège à neuf reprises et le Danemark huit fois, seule exception, la Suède affronte les États-Unis à Stockholm en août 1916 contre lesquels elle s'incline (2-3).
En 1920, la Suède dispute les Jeux Olympiques d'Anvers, lors du premier tour, la Suède s'impose très largement face à la Grèce grâce notamment au quintuplé de son attaquant Herbert Karlsson, en quart de finale, la Suède s'incline une nouvelle fois contre la sélection des Pays-Bas, la Suède prend alors part au tournoi de repêchages où elle rencontre l'Espagne, malgré l'ouverture du score rapide d'Albin Dahl, la Suède s'incline (1-2).
Les Suédois disputent les Jeux olympiques de Paris, ils débutent par un large succès contre la Belgique en huitièmes de finale grâce aux triplés de ses attaquants Sven Rydell et Rudolf Kock, en quart de finale, la Suède s'impose face à l'Égypte, en demi-finale, elle s'incline contre la Suisse, une nouvelle fois les Suédois rencontrent les Pays-Bas lors des Jeux olympiques, cette fois-ci lors du match pour la troisième place, Suédois et Néerlandais font match nul (1-1), ils disputent un match d'appui le lendemain au Stade olympique de Colombes avant la finale olympique, les Suédois s'imposent (3-1) grâce au doublé de Sven Rydell, la Suède remporte la médaille de bronze,.
Le 27 mai 1927, les Suédois affrontent  à domicile la Lettonie, ils s'imposent 12 buts à 0, ce qui constitue le plus large succès de l'histoire du football suédois. L’équipe de Suède n’a pas participé aux Jeux olympiques d'Amsterdam, la Suède était candidate à l'organisation de la Coupe du monde 1930 avant de retirer sa candidature au profit de l'Italie, finalement la Suède n'y participe pas.
En 1933, la sélection suédoise dispute les éliminatoires de la Coupe du monde 1934, placée dans le groupe 1 avec l'Estonie et la Lituanie, elle débute le 11 juin 1933 en battant l'Estonie au Stade olympique de Stockholm, ce match est le premier match de qualification de l’histoire de la Coupe du monde, à la fin du mois de juin, la Suède s'impose en Lituanie, validant sa qualification pour la Coupe du monde 1934, sa première participation à la Coupe du monde. Lors de la phase finale, la Suède débute en huitième de finale contre l'Argentine, finaliste de la dernière édition, notamment grâce au doublé de son attaquant Sven Jonasson, la Suède s'impose (3-2), en quart de finale, elle est battue par l’Allemagne (1-2),.
Au cours de l'année 1937, la Suède dispute les éliminatoires de la Coupe du monde 1938, elle fait partie du groupe 1 avec l'Allemagne, l'Estonie et la Finlande. La Suède débute par deux succès à domicile contre la Finlande puis contre l'Estonie, déjà qualifiée, elle se déplace fin novembre à Hambourg où elle est largement battue par l'Allemagne.
La Suède dispute donc la Coupe du monde 1938, elle se rend en France en avion devenant la première sélection à se rendre à une Coupe du monde par les airs, la Suède est exemptée du huitième de finale et fait ses débuts directement en quart de finale, en raison du forfait de l'Autriche annexée par l'Allemagne. En quarts de finale, elle affronte Cuba qu'elle domine largement (8-0) grâce aux triplés de ses attaquants Harry Andersson et Gustav Wetterström. En demi-finale, la sélection suédoise retrouve la Hongrie, malgré une ouverture du score précoce, dès la première minute par Arne Nyberg, la Suède s'incline largement (1-5).La Suède dispute ensuite le match pour la troisième place contre le Brésil, la Suède s'incline (4-2) terminant la compétition à la quatrième place.

### L'âge d'or de la Suède (1948-1958)

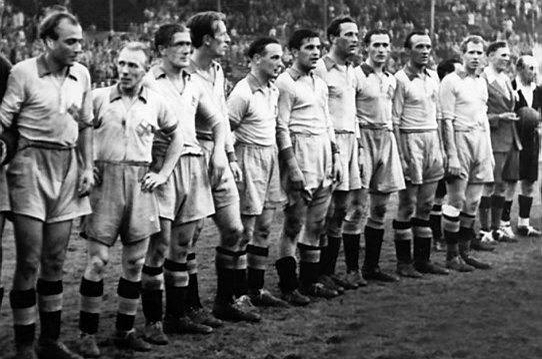
L'équipe suédoise lors des jeux olympiques 1948.

Au cours de la Seconde Guerre mondiale, les rencontres footballistiques entre les nations sont très fortement limitées. Du fait de sa neutralité, la Suède, qui n'a pas été occupée, peut disputer différents matchs internationaux. L'équipe nationale joue ainsi seize matchs pendant la guerre, principalement contre les autres pays nordiques, dont le Danemark à sept reprises, la Finlande trois fois, mais aussi contre l'Allemagne (lorsque l'équipe allemande existait encore), la Hongrie et la Suisse également neutre lors du conflit, toutes rencontrées à deux reprises chacune. Le championnat suédois est maintenu pendant la Seconde Guerre mondiale.
La Suède dispute les jeux olympiques de Londres en 1948. Malgré une défaite l'année précédente quatre buts à deux contre l'Angleterre à Highbury, la Suède fait partie des favoris du tournoi olympique. En huitièmes de finale, la Suède rencontre l'Autriche et mène rapidement grâce au doublé de Gunnar Nordahl, puis Kjell Rosen ajoute un nouveau but en seconde période pour un succès (3-0) de la Suède. En quart de finale, la Suède affronte une sélection asiatique, la Corée du Sud, une première depuis l'échec de Berlin contre le Japon douze ans plus tôt. Les Suédois, grâce notamment au quadruplé de Nordahl et au triplé de Carlsson, s'imposent largement (12-0), égalant leur record de la plus large victoire. En demi-finale, la Suède retrouve son voisin danois. Rapidement menée au score, la Suède inscrit quatre buts en première période par Carlsson et Rosén et s'impose finalement (4-2). Pour la première finale olympique retransmise à la télévision, la Suède bat la Yougoslavie sur le score de (3-1) et remporte son premier titre olympique.
En 1949, la Suède dispute les éliminatoires de la Coupe du monde 1950 dans le groupe 5 contre la Finlande et l'Irlande, elle se qualifie en remportant ses trois matchs disputés, soit deux victoires contre l'Irlande et une contre la Finlande avec un large succès (8-1). Après le forfait de la Finlande qui se retire en cours de compétition, le résultat du match Suède-Finlande n'est plus pris en compte (reclassé en match amical), ce qui est sans conséquence pour la qualification suédoise.

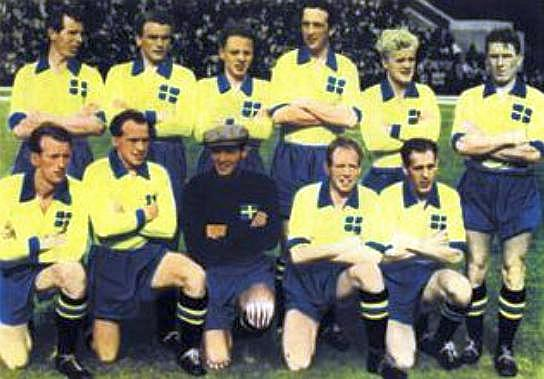
La sélection suédoise en 1950.

La Suède dispute au Brésil la Coupe du monde en 1950, elle est placée dans la poule III, avec deux adversaires à affronter ( l'Italie, championne du monde en titre mais affaiblie et le Paraguay) au lieu de trois (l'Inde déclare forfait). La Suède débute contre les azzurri. Rapidement menés au score les Suédois réagissent et prennent l'avantage avec une marge de deux buts notamment grâce au doublé de Jeppson pour finalement s'imposer (3-2). La Suède rencontre ensuite le Paraguay à Curitiba. Elle mène rapidement au score à la suite des réalisations de Sundqvist et de Palmér, mais se fait finalement rejoindre pour concéder le point du nul (2-2). Elle doit attendre le résultat du dernier match entre l'Italie et le Paraguay, qui lui sera favorable, avant d'être sûre de remporter sa poule et d'accéder au dernier carré. Celui-ci se déroule sous la forme d'une poule finalecomprenant, outre la Suède, le Brésil, l'Espagne et l'Uruguay vainqueurs des autres groupes au premier tour. Les Suédois commencent par une cinglante défaite face à l'hôte brésilien (7-1) avant de s'incliner contre l'Uruguay (3-2) alors qu'elle avait réussi à mener au score à deux reprises, perdant ainsi toute chance de figurer aux deux premières places. Mais grâce à sa victoire contre l'Espagne (3-1) lors de l'ultime journée, elle monte sur le podium du mondial, derrière les deux géants sud-américains.
Tenant du titre, les Suédois participent aux Jeux olympiques 1952 d’Helsinki. Ils font leur entrée en compétition en huitièmes de finale contre la Norvège et s'imposent (4-1). En quart de finale, la Suède est menée au score par l'Autriche mais parvient à renverser la vapeur en inscrivant trois buts dans les dix dernières minutes (victoire 3-1). En demi-finale, la Suède est largement défaite par la Hongrie. La Suède remporte cependant la médaille de bronze en battant l'Allemagne de l'Ouest dans la petite finale sur le score de 2 à 0 grâce à Ingvar Rydell en début de rencontre puis à Gösta Löfgren dans les dernières minutes.
En 1953, la Suède prend part aux éliminatoires de la Coupe du monde 1954. Elle fait partie d'un groupe de trois avec la Belgique et la Finlande. Elle est battue dès le premier match disputé à domicile contre Belgique, avant d'enchainer avec un nul en Finlande. Malgré un succès à Stockholm contre cette même sélection, elle s'incline finalement en Belgique dans un match qu'elle avait l'obligation de gagner. La Suède est éliminée et ne disputera pas le mondial suisse.

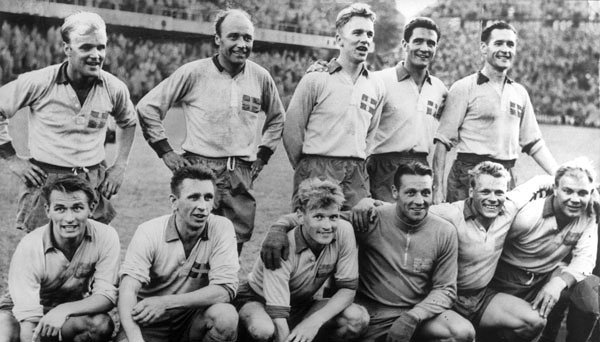
L'équipe suédoise qui finira 2e en 1958.

La Fédération suédoise de football devient membre de l'UEFA lors de sa création en 1954. En 1956, la fédération suédoise encourage les meilleurs joueurs professionnels suédois à entrer en sélection pour la prochaine coupe du monde, organisée à domicile. Elle peut compter sur Gunnar Gren et Nils Liedholm, deux des trois joueurs qui forment le trio d'attaquants milanais du Gre-No-Li.
Pour la Coupe du monde 1958 disputée à domicile, la Suède est placée dans le groupe III, en compagnie notamment de la Hongrie, vice-championne sortante, du Mexique et du Pays de Galles. L'hôte suédois débute par un succès (3-0) devant les 32 000 spectateurs stade de Råsunda à Solna face au Mexique grâce au doublé de Simonsson et un penalty de Liedholm. Lors de la 2e journée, le doublé de Kurt Hamrin permet aux Suédois de l'emporter (2-1) contre la Hongrie. Lors de la dernière journée, la Suéde se contente d'un match nul (0-0) contre les Gallois pour assurer la première place de la poule. Une quatrième rencontre consécutive à Råsunda attent les Suédois, qui affrontent en quart de finale l’URSS. Les réalisations de Kurt Hamrin et de Agne Simonsson offrent un succès (2-0) à la nation organisatrice. En demi-finale, la Suède surprend la RFA (3-1) devant 50 000 spectateurs à Ullevi, le stade de Göteborg, grâce aux buts de Skoglund, de Gren et d'Hamrin. La finale est disputée le 29 juin à 15 h devant près de 50 000 spectateurs et voit les Suédois défier la sélection brésilienne de Pelé, Garrincha ou encore Zagallo, grande favorite. La Suède entraînée par Raynor s’incline lourdement (5-2) mais parvient à sauver l'honneur par Nils Liedholm et Agne Simonsson.

### Des années 1960 aux années 1980
La sélection suédoise obtient des résultats décevant pendant les années 1960. Après un mondial brillant à domicile, la Suède, bien que membre fondateur l'UEFA, ne s'inscrit pas à la première édition de la « Coupe d'Europe des nations ». Vice-championne du monde en titre, la Suède ne parvient pas à se qualifier pour la Coupe du monde 1962, au Chili. Placée dans un groupe à trois avec la Belgique et la Suisse, elle termine première à égalité de points avec la sélection helvétique, avec trois succès, dont deux face à la Belgique, et une défaite. Un match d'appui est organisé en novembre 1961 sur terrain neutre à Berlin-Ouest entre les deux sélections. Les Suédois manquent la qualification en s'inclinant sur le score de 2-1.
La Suède prend part à la seconde édition de la « Coupe d'Europe des nations ». Elle fait ses débuts le 21 juin 1962 face à la Norvège au tour préliminaire et se qualifie pour les huitièmes de finale où elle se défait de la Yougoslavie après deux confrontations accrochées (un match nul à Belgrade puis un succès trois buts à deux à Malmö). En quart de finale, la Suède tombe contre l'Union soviétique, tenante du titre (match nul 1-1 à domicile grâce à l'égalisation d'Hamrin en fin de match, et défaite (3-1) au retour au stade Lénine de Moscou).
La Suède enregistre un nouvel échec en éliminatoires lors de la campagne pour la Coupe du monde 1966. Elle termine deuxième de son groupe derrière l'Allemagne de l'Ouest et devant une faible sélection de Chypre. La Suède échoue ensuite lors des éliminatoires du Championnat d'Europe 1968, dans une formule de qualification remaniée, terminant troisième de son groupe derrière la Bulgarie et le Portugal mais devant le voisin norvégien.
La Suède domine son groupe de qualifications à la Coupe du monde 1970, en remportant ses trois premiers matchs (sur les quatre disputés), devançant la France et la Norvège. En phase finale, elle affronte dans le groupe 2 l'Italie, championne d'Europe en titre, Israël et l'Uruguay, champion d'Amérique du Sud. Pour son entrée en lice, la Suède s'incline face à l'Italie un but à zéro. Lors de la deuxième journée, la Suède concède le match nul contre Israël malgré l'ouverture du score de Turesson (1-1). La Suède s'impose ensuite contre l'Uruguay dans les dernières minutes grâce à Ove Grahn. Ce succès est néanmoins trop court pour atteindre les quarts de finale, la Suède restant devancée par l’Uruguay à la différence de buts.
La Suède échoue une nouvelle fois en phase préliminaire du championnat d'Europe (édition 1972). Dans le groupe 6 face à notamment l'Italie mais également l’Autriche et l'Irlande, la Suède ne peut obtenir mieux qu'une troisième place avec un bilan équilibré de deux succès pour deux nuls et deux défaites.

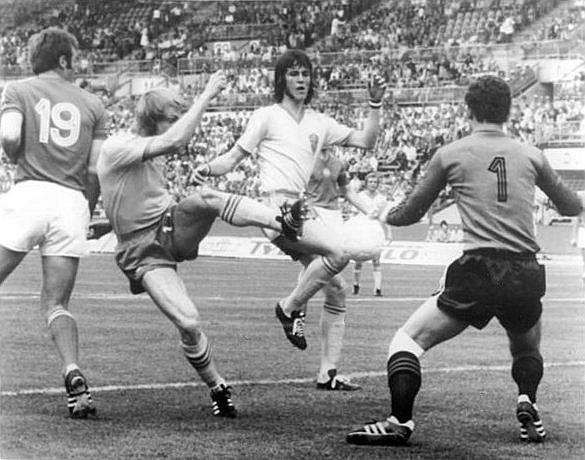
Scène du match Suède-Bulgarie en 1974.

Lors des éliminatoires de la Coupe du monde 1974, la Suède mène dans le groupe 1 une lutte particulièrement serrée avec l'Autriche et la Hongrie, la faible équipe de Malte étant réduite à arbitrer la différence de buts entre les trois candidats à la qualification. La Suède partage ainsi les points avec la Hongrie (deux matchs nuls, dont le match retour à Budapest décisif pour rester en course) et l'Autriche (une défaite en début de campagne puis une victoire). Alors que Autrichiens et Hongrois en ont fini en terminant avec un total de 8 points et respectivement une différence de buts de +7 et +5, les Suédois jouent le dernier match du groupe en novembre 1973 à Malte contre une équipe qu'ils avaient surclassée au match aller 7-0. Une victoire par au moins deux buts d'écart leur suffit pour atteindre également les 8 points et surtout établir la meilleure différence de but du groupe. Les Suédois marquent bien deux buts, mais en concédant en seconde période le seul but marqué par les Maltais au cours de ces éliminatoires, le succès est trop court pour se qualifier directement. Autrichiens et Suédois, à égalité de points et de différence de buts (+7), doivent disputer un match d'appui le 28 novembre 1973 au Parkstadion de Gelsenkirchen. Grâce à deux buts inscrits dans la première demi-heure de Sandberg et Larsson, la Suède s'impose (2-1) et valide son billet pour le Mondial 1974.
Au premier tour de la phase finale, la Suède se retrouve dans le groupe 3 avec la Bulgarie, les Pays-Bas et l'Uruguay. La Suède obtient deux résultats nuls consécutifs contre la Bulgarie puis contre les Pays-Bas, révélation du tournoi. Lors de la troisième journée, les Suédois l'emportent (3-0) contre l'Uruguay au Rheinstadion de Düsseldorf avec notamment Ralf Edström et décrochent la seconde place qualificative. Au deuxième tour, la Suède retrouve dans le groupe B, l'Allemagne de l'Ouest nation hôte et second du groupe 1, la Yougoslavie et la Pologne, vainqueurs respectivement des groupes 2 et 4. La Suède s'incline contre la Pologne (1-0) puis contre l'Allemagne de l'Ouest (4-2), futur champion du monde. Lors de la dernière journée, le seul enjeu pour la Suède est de sauver l'honneur et prendre la troisième place du groupe. Ce qu'elle parvient à faire en battant la Yougoslavie 2 à 1 grâce à une réalisation de Conny Torstensson en fin de match. La Suède termine dans le top 5 du mondial.
La Suède débute mal la campagne de qualifications de l'Euro 1976 en perdant ses deux premiers matchs, pourtant joués à domicile au Råsunda, contre l'Irlande du Nord puis la Yougoslavie. Elle se reprend en enchainant trois succès consécutifs dont deux contre le rival norvégien. Le dernier match en  Yougoslavie est celui de la dernière chance pour les Suédois qui s'inclinent (3-0). La Suède termine à la troisième place sans gros regrets, à quatre points de la Yougoslavie.
En phase préliminaire de la Coupe du monde 1978, la Suède remporte ses trois premiers matchs mais perd le dernier en Norvège. Cette défaite l'empêche de savourer une qualification anticipée, elle doit attendre le résultat du dernier match (défaite norvégienne en Suisse) pour valider définitivement son billet pour l'Argentine. La Suède remporte le groupe 6 devant la Norvège et la Suisse.
Au premier tour de la phase finale du Mundial '78, la Suède évolue dans le groupe 3 avec l'Autriche, le Brésil et l'Espagne. Elle fait ses débuts dans la compétition contre le Brésil à Mar del Plata et, après l’ouverture du score de Thomas Sjöberg, elle concède le point du nul (1-1). La Suède joue ses deux matchs suivant au Stade José Amalfitani de Buenos Aires. Défaite par l'Autriche, un but à zéro, elle n'est pas encore éliminée au moment de jouer quatre jours plus tard contre l'Espagne. Elle s'incline cependant à nouveau sur le même score et quitte le tournoi, finissant à la dernière place du groupe III sans la moindre victoire,.
Les années 1980 sont marquées par l'absence de la Suède en phase finale des compétitions majeurs. Cette série d'échecs débute avec les éliminatoires du Championnat d'Europe 1980. Placée dans le Groupe 5 avec la France, le Luxembourg et la Tchécoslovaquie tenante dut titre, la Suède ne fait pas illusion, avec seulement un succès, contre la faible sélection du Luxembourg, pour deux matchs nuls et trois défaites.
Les Suédois ne réussissent pas non plus à sortir de leur groupe éliminatoire pour la Coupe du monde 1982. Les hommes du nouveau sélectionneur Lars Arnesson terminent troisième, derrière l'Écosse et l'Irlande du Nord, toutes deux qualifiées, devançant seulement le Portugal et Israël.
Dans le cadre des éliminatoires de l'Euro 1984, la Suède, dans le groupe 5, échoue à la seconde place à un point de la qualification pour la phase finale. Ses deux défaites contre la Roumanie, première et qualifiée, sont déterminantes. La Suède devance néanmoins de grandes équipes comme la Tchécoslovaquie et l'Italie, signant notamment deux belles victoires contre le champion du monde en titre (2-0 et 3-0).
La Suède prend part au tour préliminaire de la Coupe du monde 1986 au sein de groupe 2. Elle rate encore de peu le coche et termine à la troisième place, la première non qualificative, trois points derrière l'Allemagne de l'Ouest et à un seul point du Portugal. Le tournant intervient à l'avant-dernière journée, lorsque la Suède s'incline en Tchécoslovaquie pendant que le Portugal réussit l'exploit de gagner en Allemagne. Malgré un nouveau sélectionneur, Olle Nordin, la Suède essuie une nouvelle frustration lors des éliminatoires du Championnat d'Europe 1988 au sein d'un groupe 2 relevé. Elle termine une nouvelle fois à la deuxième place, bien devant des sélections tels le Portugal ou la Suisse. Elle peut se consoler toutefois d'avoir infligé à l'Italie (qualifiée) sa seule defaite lors des éliminatoires.

### Des hauts et des bas au cours des années 1990
La sélection suédoise prend part au tour préliminaire de la Coupe du monde 1990, elle fait partie du groupe 2, avec quatre succès et deux nuls, les Suédois réussissent à se qualifier en remportant le groupe, devançant l'Angleterre, la Pologne et l'Albanie. Lors de la phase finale, la Suède est placée dans le groupe C avec le Brésil, le Costa Rica et l'Écosse. Les hommes d'Olle Nordin font leurs débuts dans la compétition au Stadio delle Alpi de Turin face au Brésil contre lesquels ils s’inclinent (2-1) malgré la réduction de l'écart par Tomas Brolin. Lors de la seconde journée la Suède rencontre l'Écosse, les suédois s'incline sur le même score, lors de l'ultime journée, ils affrontent le Costa Rica, malgré l'ouverture du score de Johnny Ekström, la Suède s'incline une troisième fois sur le même score, la Suède avec trois défaites en autant de rencontres est éliminée dès le premier tour.
Au cours de l'année 1992, la Suède organise l’Euro, la Suède dispute le match d'ouverture contre la France, Jan Eriksson ouvre le score avant que Jean-Pierre Papin n'égalise, les deux équipes se séparent dos à dos lors de cette première rencontre (1-1), lors de la seconde journée, la Suède affronte le voisin danois, grâce à Tomas Brolin, les Suédois l'emportent (1-0) ce qui leur permet de prendre la tête du groupe, la troisième journée décisive est disputée face à l'Angleterre, malgré une ouverture du score précoce des Anglais, les Suédois égalisent au retour des vestiaires par Jan Eriksson avant que Tomas Brolin offre le succès à la Suède en fin de match, qualifiant la Suède pour les demi-finales aux dépens des Anglais,. En demi-finale, les hommes de Tommy Svensson affrontent l’Allemagne, seconde du groupe B, la Suède est rapidement menée au score par la Mannschaft , les Allemands prennent deux buts d'avance à l'heure de jeu, Tomas Brolin réduit rapidement l'écart sur penalty, à deux minutes du terme, Riedle inscrit son second but de la mi-temps, Kennet Andersson réduit immédiatement le score, cela s’avère néanmoins insuffisant, la Suède s'incline 3 buts à 2 en demi-finale de son Euro.
Lors des éliminatoires de la Coupe du monde de 1994, la Suède se qualifie en remportant le groupe 6, devançant la Bulgarie et la France. Lors de la phase finale, la Suède est placée dans le groupe B avec le Brésil, le Cameroun et la nouvelle équipe de Russie. La Suède fait ses débuts au Rose Bowl de Pasadena contre le Cameroun, les Suédois prennent rapidement l'avantage grâce à Roger Ljung, les Camerounais réussissent néanmoins à retourner la situation pour prendre l'avantage, Martin Dahlin égalise à un quart d'heure du terme, les deux sélections font match nul (2-2). La Suède affronte ensuite la Russie, la rapide ouverture du score par Salenko, les Suédois égalisent sur pénalty par Tomas Brolin avant que Martin Dahlin d'un doublé n'offre la victoire à la Suède (3-1). Lors de l'ultime match, malgré l'ouverture du score de Kennet Andersson, la Suède concède le match nul (1-1) contre le Brésil. En huitièmes de finale, la Suède rencontre l’Arabie saoudite grâce à Martin Dahlin qui ouvre le score puis au doublé de Kennet Andersson elle s'impose sur le score de trois buts à un, en quarts de finale, elle rencontre la Roumanie lors d'un match très disputé, Tomas Brolin donne l'avantage à la Suède en fin de match avant que les Roumains n'égalisent, menée ensuite lors de la prolongation, la Suède revient à hauteur grâce au but de Kennet Andersson, lors de la séance de tirs au but, Thomas Ravelli arrête le tir au but décisif de Miodrag Belodedici offrant le succès à la Suède (2-2 a.p. ; 5-4 tab). Lors de la demi-finale, la Suède s'incline une nouvelle fois contre le Brésil, sur un exploit individuel de Romário (0-1) au Rose Bowl de Pasadena. Elle parvient néanmoins à obtenir une troisième place méritée aux dépens de la Bulgarie avec un large succès (4-0),.
Lors des éliminatoires de l'Euro 1996, la Suède échoue à se qualifier, terminant troisième de son groupe, distancée par la Suisse et la Turquie. La Suède de Tommy Svensson enregistre lors des qualifications de la Coupe du monde 1998 en terminant une nouvelle fois à la troisième place, derrière l'Autriche et l’Écosse.

### Trois participations à la Coupe du monde et qualifications régulières à l'Euro (2000-2021)
Les hommes du nouveau sélectionneur Tommy Söderberg disputent les éliminatoires de l'Euro 2000, ils réussissent à rester invaincus lors de ces éliminatoires remportant leur groupe de qualification, concédant uniquement un nul (0-0) contre l'Angleterre et seulement un seul but au cours des huit matchs disputés, prenant ainsi le seul billet directement qualificatif pour l'Euro 2000. Lors de la phase finale, la Suède est placée dans le groupe B avec une des nations organisatrices, la Belgique mais également l'Italie et la Turquie. La Suède fait ses débuts face à la Belgique au stade du Roi Baudouin de Bruxelles, menée de deux buts, Johan Mjällby réduit l'écart, la Suède s'incline néanmoins (2-1). Lors de la seconde journée, la Suède affronte la Turquie, les deux sélections font match nul (0-0), pour la dernière journée, et s'incline (2-1) contre l'Italie.
La Suède fait partie du groupe 4 lors du tours préliminaires de la Coupe du monde 2002, les Suédois remportent leur groupe de qualification devant la Turquie en restant invaincu au cours des qualifications. Lors de la phase finale, la Suède est placée dans le groupe F, ce groupe composé de l’Angleterre et de l’Argentine et du Nigeria est considéré comme le « groupe de la Mort ». La Suède fait ses débuts dans la compétition face à l'Angleterre et son sélectionneur suédois Sven-Göran Eriksson au Stade Saitama 2002, la Suède est rapidement menée au score, en seconde période, le milieu de terrain Niclas Alexandersson égalise, les deux sélections se séparent sur un match nul (1-1),. La Suède affronte ensuite le Nigeria à Kobe. Menée au score, la Suède s'impose grâce au doublé de son attaquant du Celtic Glasgow Henrik Larsson,. Lors de la dernière journée, la Suède rencontre l'Argentine, Anders Svensson ouvre le score à l'heure de jeu, les Argentins réussissent à arracher le match nul (1-1) en fin de match,, la Suède termine première de son groupe devançant l'Angleterre, l'Argentine et le Nigeria. La Suède dispute son huitième de finale à l'Oita Stadium contre le Sénégal, malgré l'ouverture du score d'Henrik Larsson, l’égalisation sénégalaise pousse la Suède à disputer les prolongations, le but en or d'Henri Camara élimine la Suède,.
La Suède remporte son groupe de qualification pour l'Euro 2004 devançant la surprenante équipe de Lettonie. Lors de la phase finale disputée au Portugal, la Suède bénéficie du statut de tête de série lors du tirage au sort, elle est placée dans le groupe 3 avec la Bulgarie, son voisin et rival le Danemark ainsi que l'Italie. La Suède fait son entrée dans la compétition à l'Estádio José Alvalade de Lisbonne contre la Bulgarie, et domine largement son adversaire en s'imposant (5-0). La Suède affronte ensuite l'Italie, rapidement mise en difficulté par l'ouverture du score italien par Antonio Cassano, la Suède égalise en fin de match par Zlatan Ibrahimović pour arracher le match nul (1-1). Le dernier match de poule est disputé contre le Danemark, menée à deux reprises, la Suède égalise une première fois par Henrik Larsson au retour des vestiaires puis par Mattias Jonson dans la dernière minute du temps réglementaire, ce match nul (2-2) offre la qualification aux deux sélections, l'Italie est éliminée. En quart de finale, la Suède, première de son groupe, rencontre les Pays-Bas, second du groupe D, le match est conclu sur un score vierge (0-0), les Suédois s'inclinent aux tirs au but 5 à 4.

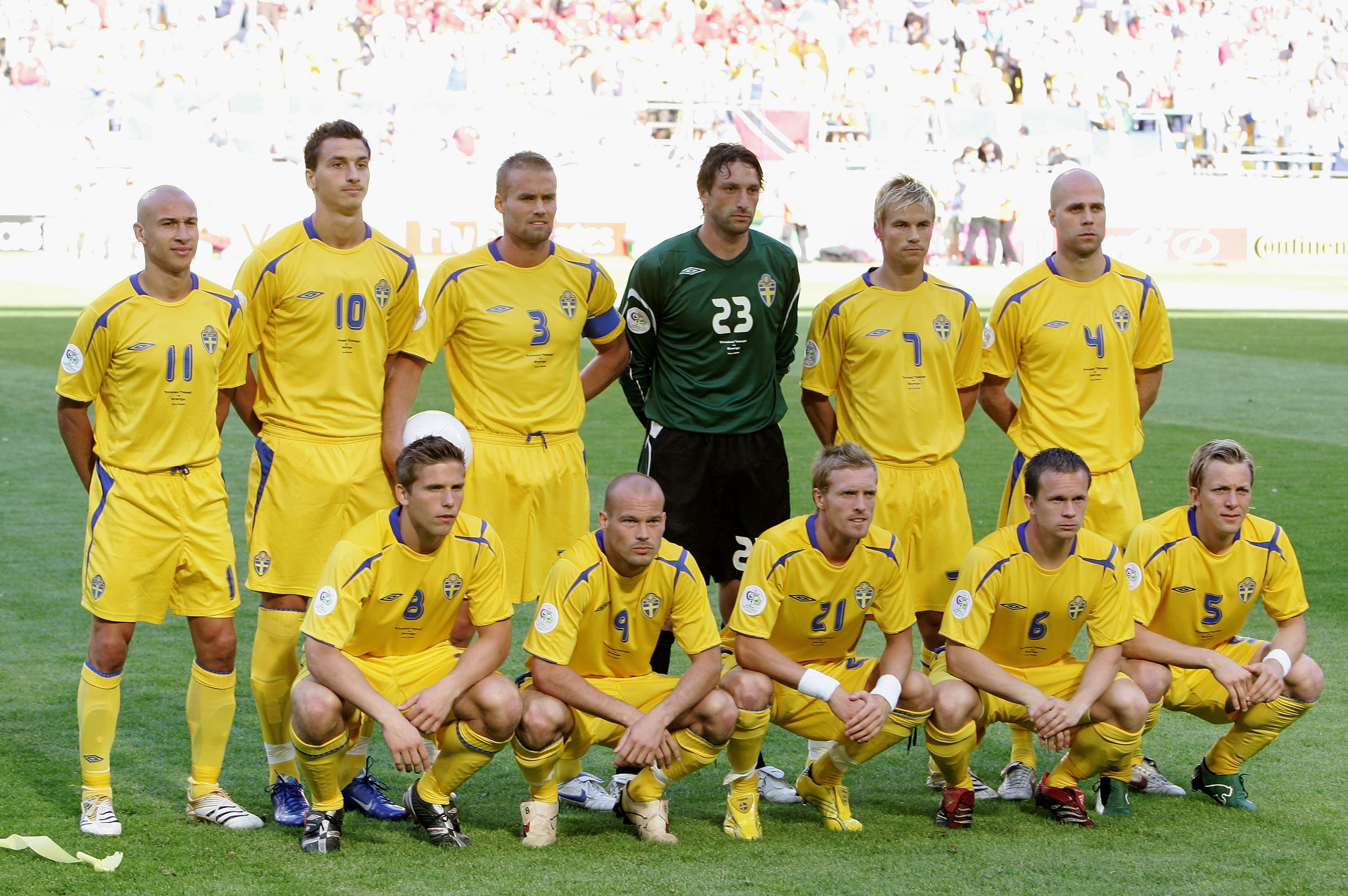
L'équipe de Suède à la Coupe du monde 2006.

En phase préliminaire à la Coupe du monde 2006, la Suède termine deuxième du groupe 4 derrière la Croatie, face à laquelle elle concède deux défaites, elle parvient à se qualifier en terminant dans les 2 meilleurs deuxièmes de tous les groupes qualificatifs. Lors de la phase finale, la Suède est placée par le tirage au sort dans le groupe B avec l'Angleterre, le Paraguay et Trinité-et-Tobago, la Suède est considérée comme un des outsiders de ce mondial. La formation de Lars Lagerbäck fait ses débuts le 10 juin 2006 contre Trinité-et-Tobago, bien que favorite de la rencontre et en supériorité numérique toute la seconde période, elle concède le match nul (0-0). La seconde journée est disputée à Olympiastadion de Berlin contre le Paraguay, les Suédois s'imposent en toute fin de match grâce au but de Fredrik Ljungberg. L'ultime rencontre de la phase de groupe est disputée face à l’Angleterre, menée au score à deux reprises, la Suède réussit par deux fois à égaliser par Marcus Allbäck puis par Henrik Larsson dans les arrêts de jeu, ce match (2-2) permet à la Suède de terminer deuxième de son groupe et d’accéder aux huitièmes de finale. La Suède affronte à ce stade de la compétition la nation hôte, l'Allemagne. Rapidement menée de deux buts à la suite du doublé de Podolski, puis réduite à dix avant la pause à la suite de l'expulsion de Teddy Lučić, elle s'incline sur le score de (2-0).
La Suède termine deuxième de son groupe de qualification lors des éliminatoires de l'Euro 2008 en terminant deuxième derrière l'Espagne. Lors de la phase finale, la Suède est membre du groupe D avec l'Espagne comme en phase qualificative, le champion d'Euro en titre la Grèce et la Russie. La Suède fait ses débuts dans la compétition face à la Grèce, Zlatan Ibrahimović puis Petter Hansson permettent à la Suède de s'imposer (2-0). La Suède rencontre lors de la deuxième journée la sélection espagnole, et s'incline (2-1). Rapidement menée au score, Zlatan Ibrahimović égalise pour les siens, dans les arrêts de jeu, l’attaquant espagnol Villa inscrit le but de la défaite pour la Suède. Le 18 juin, la Suède joue sa qualification au Tivoli Neu d'Innsbruck contre la Russie, les deux équipes sont à égalité de points mais la Suède peut se contenter d'un match nul puisque disposant d'une meilleure différence de but, la Suède s'incline (2-0) dans ce match décisif, elle termine troisième de son groupe et échoue à se qualifier pour les quarts de finale.

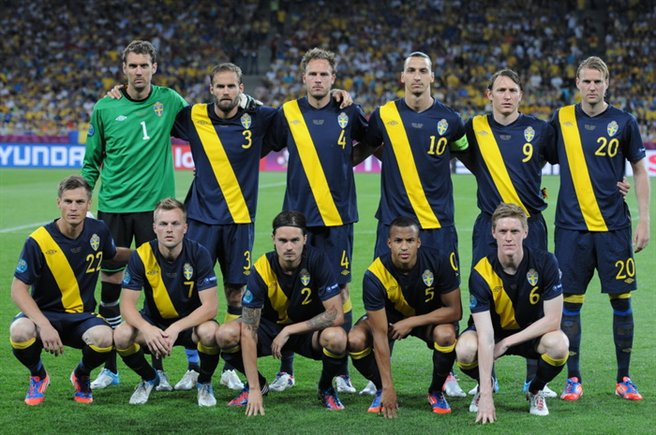
L'équipe de Suède avant le match contre l'Ukraine lors de l'Euro 2012.

Ibrahimović buteur contre la France.

Lors des éliminatoires de la Coupe du monde 2010 disputée en Afrique du Sud, la Suède ne réussit pas à se qualifier. Placée dans le groupe 1, elle termine troisième à trois points du rival Danois et à un point de la place de barragiste du Portugal.
Lors des éliminatoires de l'Euro 2012, la Suède est membre du groupe E, avec huit succès et deux défaites lors de son parcours, elle termine deuxième de son groupe derrière les Pays-Bas et devant la Hongrie, en terminant meilleur deuxième, la Suède est directement qualifiée pour la phase finale. Lors du tirage au sort de l'Euro 2012, elle fait partie du pot 3, et est placée dans le groupe D avec l'Ukraine, nation coorganisatrice, l'Angleterre et la France. La Suède fait ses débuts contre l'Ukraine au Stade olympique de Kiev, malgré l'ouverture du score de Zlatan Ibrahimović, la Suède s'incline à la suite du doublé du vétéran Andriy Chevtchenko,. Lors du second match la Suède affronte l'Angleterre, menée au score à la mi-temps, la Suède prend l'avantage après le retour des vestiaires, la Suède s'incline néanmoins (3-2) lors de cette rencontre, cette seconde défaite consécutive élimine l'équipe suédoise. Le dernier match de la Suède est disputé contre la France, les Suédois sauvent l'honneur en décrochant un succès dans l'épreuve (2-0) grâce aux buts de Zlatan Ibrahimović et Sebastian Larsson,.
La Suède est membre du groupe C lors des éliminatoires de la Coupe du monde de 2014, lors de cette campagne, la Suède obtient un match nul mémorable contre l'Allemagne au Stade olympique de Berlin, menée de quatre buts par la Mannschaft elle réussit à obtenir le nul (4-4). La Suède termine deuxième de son groupe et obtient une place en barrage, elle termine devant l'Autriche et l'Irlande. Lors des barrages, elle affronte le Portugal de Cristiano Ronaldo. Lors du match aller à Lisbonne, la Suède s'incline (1-0). Lors du match retour à Solna, elle s'incline de nouveau (3-2) avec un triplé de Cristiano Ronaldo, malgré un doublé de Zlatan Ibrahimović, et ne parvient pas à se qualifier pour le mondial au Brésil.
Pour les éliminatoires de l'Euro 2016, la Suède fait partie du groupe G, après une campagne difficile, la Suède finit troisième de son groupe de qualification, derrière l'Autriche et la Russie, elle enregistre notamment un lourd revers à domicile face à l'Autriche. La Suède prend part aux matchs de barrage, elle rencontre le voisin danois, et se qualifie après un succès à domicile (2-1) puis un match nul (2-2) au Danemark. Lors de l'Euro, la Suède se retrouve dans un groupe relevé en compagnie de l'Italie, finaliste en titre, la Belgique qui est favorite pour la compétition, et l'Irlande. Elle termine dernière de son groupe avec un seul match nul face à l'Irlande (1-1), dont l'égalisation provient d'un csc de l'équipe irlandaise, lors de la première journée, avant de s'incliner à chaque reprise sur le score de 1-0 contre les deux favoris du groupe lors des deux journées suivantes. Zlatan Ibrahimovic prend sa retraite internationale après cette défaite.
Pour les éliminatoires de la Coupe du monde 2018, la Suède est placée dans un groupe relevé avec comme principaux adversaires la France, les Pays-Bas et la Bulgarie. La première journée commence mal avec un match nul à domicile contre les Pays-Bas qui sont revenus au score grâce à Sneijder (1-1). La Suède termine deuxième de son groupe derrière la France, devançant les Pays-Bas (malgré une défaite en dernière journée contre ces derniers) à la différence de buts grâce à une attaque très efficace, la plus prolifique du groupe avec 26 buts inscrits. Lors de ces rencontres de poule, la Suède se distingue en signant la plus large victoire du groupe, à domicile contre le Luxembourg (8-0), et en s'imposant à domicile face à la France en toute fin de match, à la suite d'un dégagement raté du gardien français Hugo Lloris (2-1). Elle dispute ensuite les barrages de la zone UEFA, au cours desquels elle élimine l'Italie (victoire 1-0 en Suède à l'aller, match nul 0-0 au retour à Milan).
Lors de la Coupe du monde, la Suède est affecté dans le groupe F, considéré comme un groupe relevé au début de la compétition, en compagnie de l'Allemagne, tenante du titre, ainsi que du Mexique et de la Corée du Sud. Les suédois remportent leur premier match contre la Corée du Sud (1-0) sur un penalty. Lors du deuxième match contre la Mannschaft, elle ouvre le score grâce à Toivonen qui avait également marqué contre la France, mais s'incline en toute fin de match sur un coup franc de Toni Kroos (1-2), malgré une supériorité numérique dans le dernier quart d'heure à la suite d'un carton rouge adressé à Jérôme Boateng. En fin de match, plusieurs joueurs suédois contesteront la célébration excessive de certains joueurs allemands, y compris le sélectionneur, qui a regretté qu'un penalty ait été oublié en faveur de son équipe en première mi-temps, avant l'ouverture du score de Toivonen. Le dernier match contre le Mexique est décisif et les Suédois doivent le remporter par au moins deux buts d'écart pour espérer se qualifier au tour suivant. L'objectif sera atteint (3-0), et ils finiront même à la première place du groupe, en profitant de la défaite de l'Allemagne face à la Corée du Sud.
En huitième de finale, la Suède affronte la Suisse, (victoire 1-0) malgré la domination suisse. En quart de finale, elle retrouve l'Angleterre pour la première fois depuis l'Euro 2012 et s'incline à nouveau (2-0), en butant sur Jordan Pickford qui réalise plusieurs arrêts décisifs. Néanmoins, la Suède quitte la tête haute en atteignant les quarts de finale pour la première fois depuis 1994, un stade qu'elle n'avait pas atteint malgré la présence d'un de ses plus grands joueurs Zlatan Ibrahimovic.
Dans le groupe 2 de la première édition de Ligue des nations, la Suède termine en tête de sa poule avec 7 points, grâce à deux succès (1-0 à l'extérieur en Turquie et 2-0 à domicile contre la Russie), un nul 0-0 en Russie malgré un revers inaugural à domicile (2-3 après avoir mené 2-0) contre les Turcs, synonyme de promotion en Ligue A pour la prochaine édition. La Suède se qualifie ensuite sans encombre pour la phase finale de l'Euro 2021, en terminant 2e du groupe F lors des éliminatoires derrière l'Espagne avec un bilan de 6 victoires, 3 nuls et une seule défaite (0-3 en Espagne, le favori du groupe). Elle retrouvera la sélection ibérique, ainsi que la Pologne et la Slovaquie au sein du groupe E.
La Suède est toutefois reléguée en Ligue B puisqu'elle finit à la dernière place du groupe 3 de Ligue des nations 2020-2021 avec un seul succès, à domicile contre la Croatie (2-1) pour 5 revers.
Lors de l'Euro 2020, la Suède, misant sur un jeu défensif et basé sur la contre-attaque, termine en tête de son groupe avec 2 points d'avance sur l'Espagne, le favori du groupe qui disputait ses trois rencontres de poule à domicile. Elle aura résisté aux assauts espagnols lors du premier match (0-0) avant de disposer de la Slovaquie (1-0 sur penalty à l'orée du dernier quart d'heure de jeu) ainsi que de la Pologne (3-2 avec un but décisif au bout du temps additionnel de la rencontre). Elle est opposée en 1/8e de finale à l'Ukraine, qui a terminé par les 4 meilleurs 3e de justesse et qui n'avait encore jamais dépassé le 1er tour d'un Euro lors de ses 2 précédentes participations. Au terme d'une rencontre équilibrée avec des temps forts de part et d'autre ; les Blågult sont battus à la dernière minute des prolongations (1-2) et pourront nourrir des regrets, Emil Forsberg ayant trouvé à 2 reprises les montants en 2e mi-temps alors que le score était de 1-1 à la pause, tandis que la formation scandinave s'est retrouvée à 10 au milieu de la première mi-temps des prolongations pour un tacle dangereux de Marcus Danielson lié à un excès d'engagement.

### Période de déclin (2021-)
Lors des éliminatoires de la Coupe du monde 2022, la Suède termine 2e de son groupe avec 15 points grâce à 5 victoires contre 3 défaites, au cours d'une campagne qualificative où les Blågult ont alterné le bon et le moins bon, à l'instar d'une victoire de prestige à domicile sur l'Espagne (2-1) mais ce parcours a également été ponctué d'une défaite surprenante sur le terrain de la Géorgie (0-2). Comme pour les deux précédentes éditions (échec pour 2014 contre le Portugal, réussite pour 2018 contre l'Italie), la Suède disputera une nouvelle fois les barrages en vue de rallier le Qatar. Elle s'impose dans la douleur à domicile face à la Tchéquie en prolongations (1-0, but de Robin Quaison à la 110e minute) en demi-finale de barrages de la voie B mais elle est battue en finale à l'extérieur contre la Pologne (0-2) sur un penalty converti par Robert Lewandowski à la 49e minute suivi d'un but de Piotr Zieliński à la 73e minute et de ce fait, ne se qualifie pas pour le Mondial  au Qatar.
Le football suédois entre ensuite en crise en 2022, puisque l'édition 2022-2023 de Ligue des nations voit la Suède terminer à la dernière place de son groupe de Ligue B avec 4 points. Les Blågult, qui ont notamment été humiliés en Serbie (1-4), enchaînent une seconde relégation consécutive et descendent en Ligue C, alors qu'ils évoluaient en Ligue A lors de la précédente édition. Par la suite, la Suède continue de décevoir en échouant à se qualifier pour l'Euro 2024. En effet la Suède, versée dans le Groupe F des éliminatoires de l'Euro 2024 avec la Belgique, l'Autriche, l'Azerbaïdjan et l'Estonie, a réalisé des performances médiocres tout au long de sa campagne de qualification, sans réussir à s'imposer une seule fois contre les Diables rouges et les Autrichiens qui ont terminé aux 2 premières places, et en subissant notamment une défaite choquante de 3-0 à l'extérieur contre l'Azerbaïdjan. C'était la première fois que la Suède ne se qualifiait pas pour le Championnat d'Europe depuis 1996. En conséquence, Janne Andersson a annoncé qu'il démissionnerait de son poste de sélectionneur de la Suède, ce qu'il a fait après le dernier match contre l'Estonie,.

## Personnalités

### Joueurs importants
| Rang | Sélections | Joueur               | Carrière  | Buts |
| ---- | ---------- | -------------------- | --------- | ---- |
| 1    | 148        | Anders Svensson      | 1999-2013 | 21   |
| 2    | 143        | Thomas Ravelli       | 1981-1997 | 0    |
| 3    | 133        | Sebastian Larsson    | 2008-2021 | 10   |
| 3    | 133        | Andreas Isaksson     | 2002-2016 | 0    |
| 5    | 131        | Kim Källström        | 2001-2016 | 16   |
| 6    | 122        | Zlatan Ibrahimović   | 2001-2023 | 62   |
| 7    | 117        | Olof Mellberg        | 2000-2012 | 8    |
| 8    | 116        | Roland Nilsson       | 1986-2000 | 1    |
| 9    | 115        | Björn Nordqvist      | 1963-1978 | 0    |
| 10   | 109        | Niclas Alexandersson | 1993-2008 | 7    |

| Rang | Buts | Joueur             | Carrière  | Sélections | Ratio |
| ---- | ---- | ------------------ | --------- | ---------- | ----- |
| 1    | 62   | Zlatan Ibrahimović | 2001-2023 | 122        | 0,51  |
| 2    | 49   | Sven Rydell        | 1923-1932 | 43         | 1,14  |
| 3    | 43   | Gunnar Nordahl     | 1942-1948 | 33         | 1,3   |
| 4    | 37   | Henrik Larsson     | 1993-2009 | 106        | 0,35  |
| 5    | 32   | Gunnar Gren        | 1940-1958 | 57         | 0,56  |
| 6    | 31   | Kennet Andersson   | 1990-2000 | 83         | 0,37  |
| 7    | 30   | Marcus Allbäck     | 1999-2008 | 74         | 0,41  |
| 8    | 29   | Martin Dahlin      | 1991-1997 | 60         | 0,48  |
| 9    | 27   | Tomas Brolin       | 1990-1995 | 47         | 0,57  |
| 9    | 27   | Agne Simonsson     | 1957-1967 | 51         | 0,53  |

Les joueurs en gras sont encore en activité.

#### La génération d'avant-guerre (1924-1938)

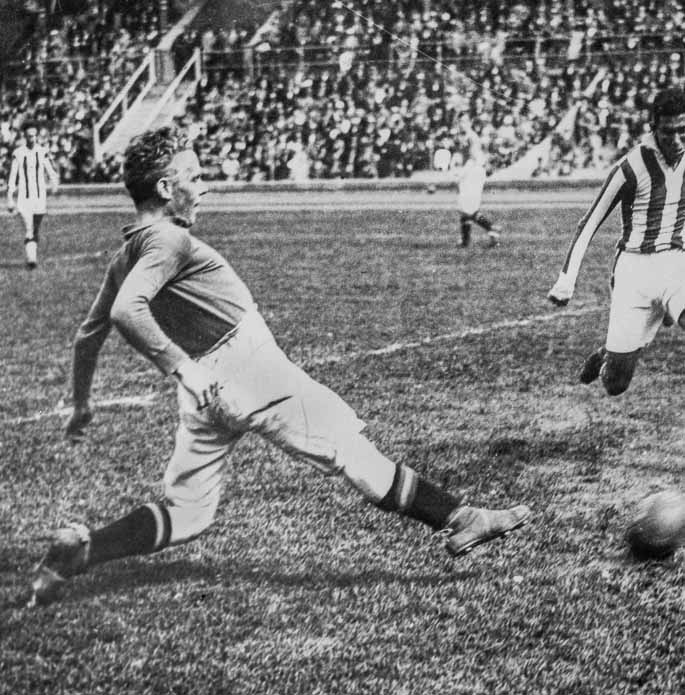
Sven Rydell en 1924.

Sven Rydell est le premier grand joueur de la sélection suédoise, il évolue au poste d'attaquant lors des années 1920 et 1930, il ne dispute qu'une seule compétition internationale avec la Suède, les Jeux olympiques de 1924, il contribue a l'obtention de la médaille de bronze, auteur de six buts sur l'ensemble de la compétition, il réalise un doublé lors du match pour la troisième place disputé contre les Pays-Bas,, Rydell totalise 49 buts en seulement 43 matchs,, il fut le meilleur buteur de l'histoire de l'équipe nationale de Suède pendant 82 ans, détrôné par Zlatan Ibrahimović le 4 septembre 2014. Il est l'un des onze premiers joueurs à être intronisé dans le Hall of Fame du football suédois lors de sa création en 2003.
L'attaquant Herbert Karlsson n'a porté les couleurs de la sélection suédoise que de 1918 à 1922, il compte 20 sélection au cours desquels il réussit à inscrire 19 buts, il ne participe qu'une seule fois aux jeux olympiques en 1920, il réalise une excellente compétition terminant meilleur buteur de l'épreuve avec sept buts inscrits, un quintuplé face à la Grèce au premier tour puis un doublé face aux Pays-Bas.
Albin Dahl est un joueur majeur de l'équipe suédoise des années 1920, il compte 29 sélections pour 21 buts inscrits entre 1919 et 1931, il  participe par deux fois aux jeux olympiques en 1920 et 1924, lors de sa première participation il inscrit un but contre la Grèce au premier tour puis un nouveau lors du quart de finale perdu face aux Pays-Bas, il inscrit également un but contre l'Espagne lors du Premier tour du tournoi de repêchages, il n'inscrit aucun but lors des jeux de 1924 remportant néanmoins la médaille de bronze.
Per Kaufeldt fait partie de l'équipe médaillée de bronze aux jeux olympiques en 1924 inscrivant trois buts lors de la compétition, international pendant dix ans de 1921 à 1931, il compte 33 sélections pour 23 buts inscrits.
Sven Jonasson, joueur emblématique de l'IF Elfsborg et meilleur buteur de l'Allsvenskan, international de 1932 à 1940, il porte le maillot suédois à 42 reprises pour 20 buts inscrits, il participe par deux fois à la Coupe du Monde inscrivant trois buts, une première fois en 1934, il est décisif en huitièmes de finale contre l'Argentine en inscrivant un doublé, puis en 1938, titulaire lors des trois matchs disputés, il inscrit un but lors de la petite finale mais ne peut empêcher la défaite suédoise, il participe également aux Jeux olympiques 1936 à Berlin mais il ne marque pas de but au cours de la compétition.

#### Joueurs de l'âge d'or suédois (1948-1958)

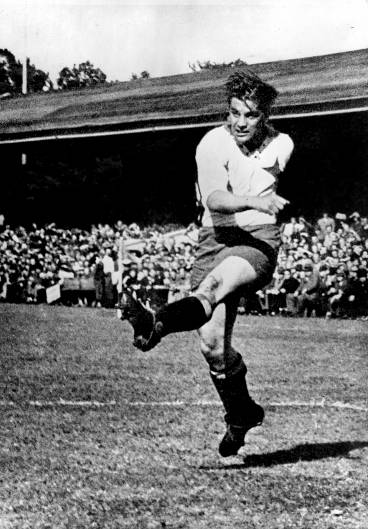
Gunnar Nordahl en 1948.

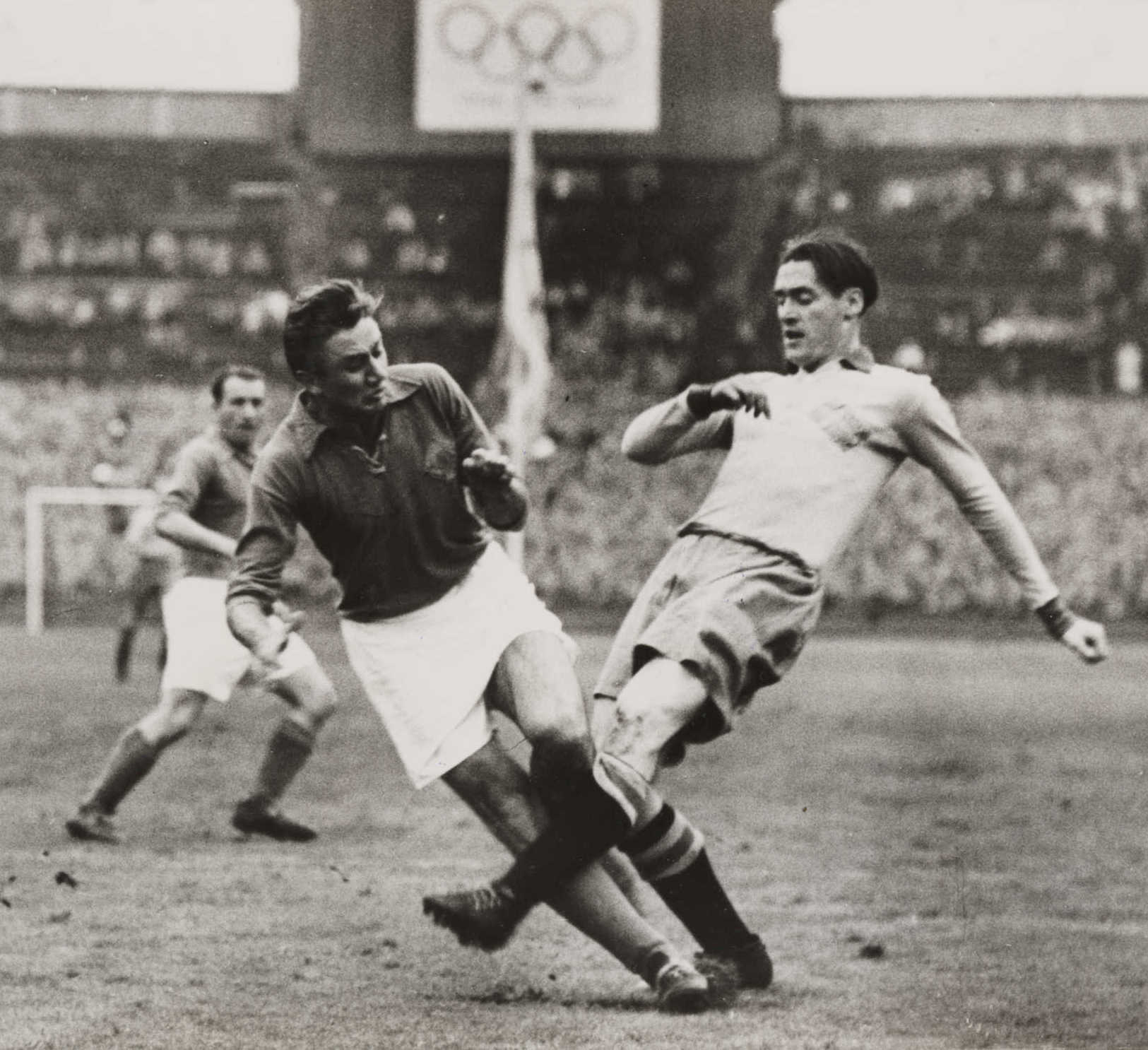
Liedholm durant la finale.

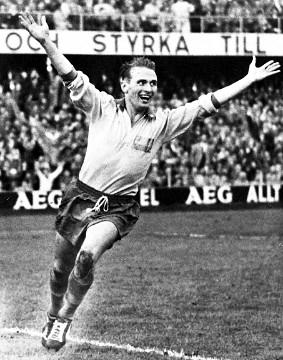
Hamrin célébrant son but en demi-finale de la Coupe du monde 1958 contre la RFA.

Gunnar Gren, Gunnar Nordahl et Nils Liedholm forment un efficace trio offensif appelé Gre-No-Li, ils remportent les Jeux olympiques 1948 avec la Suède, avant d'évoluer ensemble avec le club italien du Milan AC de 1949 à 1953.
Gunnar Nordahl porte le maillot suédois de 1942 à 1948, il inscrit 43 buts internationaux en 33 apparitions, vainqueur des Jeux olympiques 1948 il termine co-meilleur buteur de l'épreuve avec sept buts inscrits, notamment un quadruplé en quarts de finale contre la Corée du Sud puis un but en finale contre la Yougoslavie. Il fait partie des joueurs intronisés au Hall of Fame du football suédois lors de sa création en 2003.

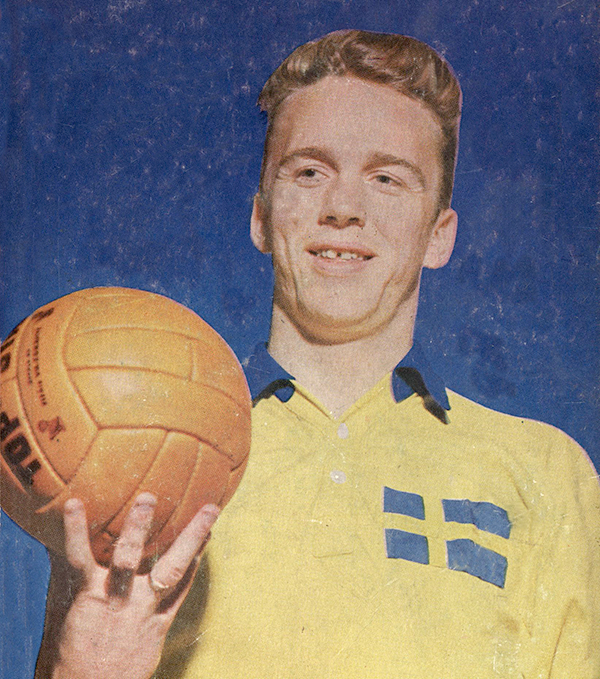
Agne Simonsson en 1960.

Gunnar Gren évolue sous les couleurs suédoises de 1940 à 1958, il compte 57 sélections au cours desquels il a inscrit 32 buts, il inscrit un doublé en finale des Jeux olympiques 1948 contre la Yougoslavie, il dispute la Coupe du Monde 1958 à domicile malgré son âge, il devient à cette occasion le joueur le plus âgé a participé à une Coupe du Monde, il inscrit un but en demi-finale face à l'Allemagne de l'Ouest, il est titulaire lors de la finale perdu face au Brésil.
Nils Liedholm compte 21 sélections et 10 buts inscrits pour la Suède, il inscrit un doublé en quart de finale des jeux olympiques de 1948 avant de remporter la médaille d'or, Liedholm étant professionnel il a manqué les deux éditions précédentes, il est le capitaine, à près de 36 ans, de la sélection suédoise lors de la phase finale de la coupe du monde de football de 1958, organisée par son pays, il inscrit deux buts lors de la compétition, ouvrant notamment le score lors de la finale.
Kalle Svensson est le gardien de but emblématique de l'équipe de Suède et du club de Helsingborgs des années 1950, il a participé par deux fois aux Jeux olympiques, en 1948 il remporta l'or, bien que remplaçant de Torsten Lindberg et en 1952, il remporte la médaille de bronze. Il participe également deux fois à la Coupe du Monde, il termine troisième en 1950 avant d'être finaliste de l'édition 1958, il compte 73 apparitions internationales.
Kurt Hamrin évolue au poste d'ailier, international entre 1953 et 1965, Hamrin a eu 32 capes et a marqué 17 buts pour la Suède, il participe à la 1958, il inscrit quatre buts au cours de la compétition, il inscrit les deux buts de la Suède lors du match du premier tour contre la Hongrie, il ouvre le score en quart de finale contre l'URSS, il inscrit également le dernier but suédois lors de la demi-finale face à l'Allemagne de l'Ouest.
Agne Simonsson a inscrit 27 buts lors de ses 51 sélections en équipe de Suède entre 1957 et 1967. Il est membre de l'équipe suédoise finaliste de la coupe du monde 1958. Il a inscrit 4 buts au cours de ce Mondial, deux contre le Mexique au premier tour, un contre l'URSS en quart de finale et un contre le Brésil en finale. En 1959, il devient le premier footballeur à être élu meilleur athlète suédois de l'année par le quotidien Svenska Dagbladet. Simonsson est intronisé en 2008 au Hall of Fame du football suédois.

#### Principaux joueurs des années 1960 à 1990

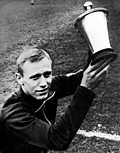
Björn Nordqvist en 1968.

Le gardien de but Ronnie Hellström, le défenseur central Björn Nordqvist et l'attaquant Bo Larsson forment l'ossature de l'équipe de Suède des années 1970 en participant à trois reprises à la phase finale de la Coupe du Monde.
Ronnie Hellström est considéré comme l'un des meilleurs d'Europe à la fin des années 1970, gardien emblématique de Hammarby IF puis du FC Kaiserslautern, il est titulaire dans les cages de la Suède lors des Coupe du monde 1970, 1974 et 1978, international de 1968 à 1980, il compte 77 sélections.
Björn Nordqvist dispute également les trois coupes du monde d'affilée au cours des années 1990, international de 1963 à 1978, il compte 115 sélections, au moment de l’arrêt de sa carrière il est le Suédois le plus capé de l'histoire de la sélection, capitaine de la sélection suédoise à partir de 1967, il compte 92 capitanats ce qui constitue un record.
Bo Larsson, joueur emblématique du Malmö FF dont il est le meilleur buteur, compte 70 sélections internationales pour dix-sept buts inscrits au cours de ses quatorze années passées sous le maillot suédois, il est le capitaine de la Suède lors de la Coupe du monde 1974, absent à la suite de ce mondial il fait son retour international pour disputer la Coupe du monde 1978 en Argentine.
Le gardien de but Thomas Ravelli, le défenseur central Roland Nilsson, le Milieu offensif Tomas Brolin, et les attaquants Martin Dahlin et Kennet Andersson sont les joueurs majeurs de la sélection suédoise des années 1990.
Thomas Ravelli fait ses débuts internationaux en 1981, il devient rapidement le gardien de but disputant dix matchs dès sa première année, en tant que titulaire il participe à la Coupe du monde 90 et à la Coupe du monde 94 aux États-Unis, lors de ce mondial la Suède termine à la troisième place, Ravelli se met  en évidence lors du quart de finale disputé face à la Roumanie en arrêtant le tir au but décisif de Miodrag Belodedici,. En tant que portier titulaire il dispute également l'Euro 92 à domicile, il met un terme à sa carrière en 1997, il compte 143 sélections en équipe de Suède.
Roland Nilsson compte 116 sélections avec la Suède entre 1986 et 2000, ce qui en fait le 3e joueur le plus sélectionné du pays après Thomas Ravelli et Anders Svensson, il a également inscrit deux buts pour son pays. Nilsson dispute également deux Coupe du Monde en 1990 et 1994, il dispute également par deux fois le Championnat d'Europe en 1992 et en 2000, il ne dispute que le premier match de groupe face à la Belgique, coupable sur l'ouverture du score belge avant de rester sur le banc lors des deux rencontres suivantes, il met un terme à sa carrière internationale peu après l'Euro 2000.
Tomas Brolin a disputé 47 matchs et inscrit 26 buts pour son pays, il fait ses débuts internationaux en avril 1990 face au Pays de Galles en inscrivant un doublé avant de rééditer sa performance le mois suivant face à la Finlande pour sa seconde sélection, il fait partie de la sélection qui dispute la Coupe du monde 1990, il prend part au trois matchs inscrivant même un but face au Brésil. Il participe ensuite à l'Euro 92 à domicile, il termine co-meilleur buteur du tournoi avec trois réalisations, notamment le seul but lors de la victoire face au Danemark et le but de la victoire en fin de match face à l’Angleterre, il participe ensuite à la Coupe du monde 1994 aux États-Unis, il inscrit trois buts au cours de la compétition, le premier en poule face à la Russie , un en quart de finale disputé face à la Roumanie puis un lors de la petite finale disputé face à la Bulgarie, preuve de son mondial réussit il fait partie de l'équipe type de la Coupe du Monde.
Martin Dahlin est l'un des attaquants majeurs de la Suède des années 1990, il est le premier joueur de couleur à jouer pour la Suède, star dans son pays, il était surnommé « le play-boy », international de 1991 à 1997, Dahlin compte soixante sélections pour vingt-neuf buts inscrits,, il participe à l'Euro 1992 qui voit la Suède échouer en demi-finale, il participe ensuite à la Coupe du monde 1994 inscrivant quatre buts en cinq matches, il est décisif au cours de la phase de poule, inscrivant le but de l'égalisation contre le Cameroun en ouverture puis un doublé contre la Russie, il est également l'auteur de l'ouverture du score en huitième de finale contre l'Arabie saoudite.
Kennet Andersson évolue pour la Suède de 1990 à 2000, il a inscrit trente-et-un buts au cours de ses quatre-vingt-trois sélections, tout comme Roland Nilsson, Andersson a participé par deux fois au Championnat d'Europe en 1992 et en 2000, lors de la Coupe du monde 1994, il inscrit cinq buts en sept matchs,, il marque en phase de poule contre le Brésil, il inscrit ensuite un doublé et effectue une passe décisive contre l'Arabie saoudite en huitième de finale puis deux autres buts, un en quart de finale contre la Roumanie puis un lors de la petite finale contre la Bulgarie, il termine troisième meilleur buteur de cette compétition.

#### La sélection depuis 2000

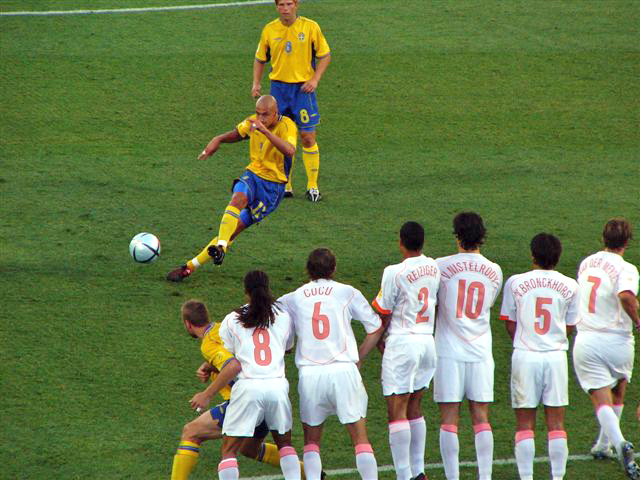
Henrik Larsson en équipe de Suède lors de l'Euro 2004.

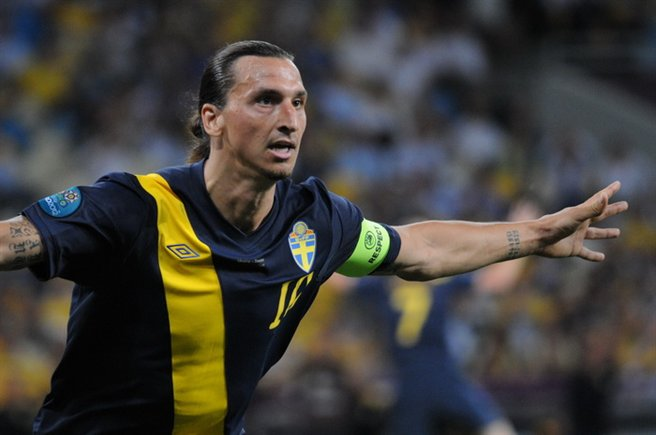
Zlatan Ibrahimovic en équipe de Suède lors de l'Euro 2012 contre l'Ukraine.

Henrik Larsson compte cent six sélections en équipe de Suède au cours desquels il a inscrit trente-sept buts, en 2004, il est nommé par la Fédération suédoise meilleur joueur suédois des cinquante dernières années. Larsson a fait ses débuts internationaux le 13 octobre 1993 contre la Finlande. Au cours de sa carrière internationale, il participe à trois Coupe du monde, en 1994, il n'est que remplaçant mais il réussit à inscrire un but face à la Bulgarie, il participe ensuite au Mondial 2002, où il parvient à inscrire trois buts en quatre matchs, Larsson décide de prendre sa retraite internationale au terme de l'épreuve,, en 2006, il inscrit un but en match de poule contre l'Angleterre, il prend de nouveau sa retraite internationale au terme de la compétition. Larsson participe également à trois reprises au Championnat d'Europe en 2000 où il inscrit un but, après sa retraite internationale, il fait son retour pour l'Euro 2004 où il inscrit trois buts en phase de groupe, il dispute sa dernière compétition internationale lors de l'Euro 2008. Le 11 octobre 2009, il prend définitivement sa retraite internationale.

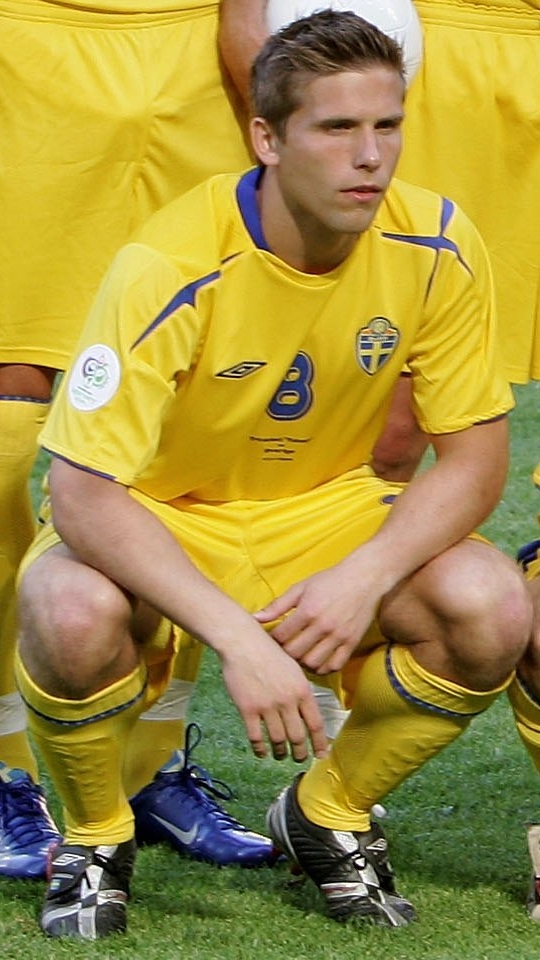
Anders Svensson en 2006.

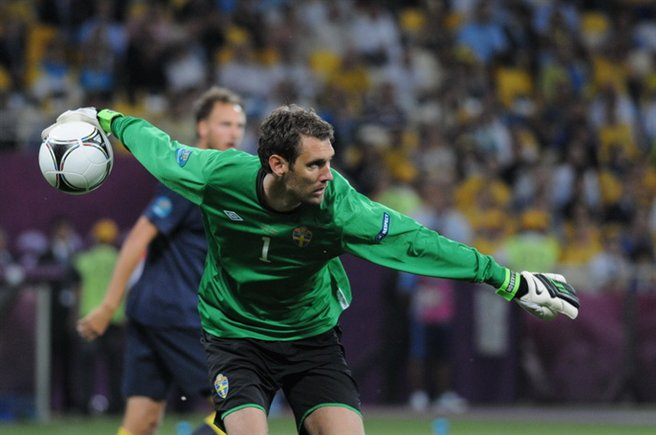
Andreas Isaksson lors de l'Euro 2012.

Zlatan Ibrahimovic, est avec soixante-deux réalisations en cent douze sélections le meilleur buteur de l'histoire de l'équipe de Suède, il fait ses débuts internationaux le 31 janvier 2001 face aux Îles Féroé. Il est sélectionné pour la Coupe du monde 2002 où il est remplaçant. Il devient titulaire de l’équipe à la veille de l’Euro 2004, associé en attaque à Henrik Larsson, il inscrit deux buts au cours de la compétition. Il contribue à la qualifications pour la Coupe du monde 2006 en finissant meilleur buteur, Ibrahimović dispute trois rencontres mais ne marque aucun but lors de la phase finale de la compétition. Exclu de l'équipe nationale pour une rencontre de qualification pour l'Euro 2008 à la suite d'une sortie nocturne, il annonce sa retraite internationale, il fait néanmoins son retour pour participer à l'Euro 2008 où il marque deux des trois buts suédois lors du tournoi. À la suite de l'échec pour la qualification à la Coupe du monde 2010, Ibrahimović pense à arrêter sa carrière internationale avant d'annoncer de nouveau son retour au cours de l'été 2010. Il participe ensuite à l'Euro 2012, la Suède est éliminée au premier tour malgré deux buts d'Ibrahimović, un contre l'Ukraine et un contre l'équipe de France. Le 14 novembre 2012, lors d'une confrontation entre la Suède et l'Angleterre en match amical à Solna, il réussit l'exploit d’inscrire un quadruplé, il devient le meilleur buteur de l'histoire de sa sélection dépassant Sven Rydell le 4 septembre 2014 en marquant deux buts en amical contre l'Estonie.
Le milieu de terrain Anders Svensson détient le record plus grand nombre de sélections avec la Suède avec cent quarante-huit apparitions au cours desquelles il a inscrit vingt-et-un buts, international de 1999 à 2013 il a participé à deux Coupe du monde, en 2002 et 2006 atteignant deux fois les huitième de finale, il a également disputé trois Championnat d'Europe en 2004, 2008 et 2012.
Le gardien de but Andreas Isaksson, le défenseur Olof Mellberg, et les milieux de terrain Fredrik Ljungberg et Kim Källström sont les autres joueurs majeurs de la sélection des années 2000.
Andreas Isaksson a fait ses débuts internationaux en 2002, il compte cent vingt-sept sélections pour la Suède, il a participé à deux Coupes du monde en 2002 en tant que remplaçant et en 2006, il a également disputé trois Championnat d'Europe en 2004, 2008 et 2012. Olof Mellberg compte cent dix-sept sélections ainsi que huit buts inscrits pour la Suède, capitaine de 2002 à 2006, il a participé à deux Coupes du monde en 2002 et en 2006, il a également disputé quatre Championnat d'Europe en 2000, en 2004, 2008 et 2012, à la suite de cette compétition, il décide de mettre un terme à sa carrière internationale.
Fredrik Ljungberg est international pendant dix ans de 1998 à 2008, période au cours de laquelle il a évolué principalement à Arsenal, il compte soixante-quinze sélections pour quatorze buts inscrits, il a lui aussi participé à de nombreuses phases finales, à deux Coupes du monde en 2002 et en 2006, il a également disputé trois Championnat d'Europe en 2000, en 2004, capitaine lors de l'2008, il met un terme à sa carrière à la suite de cette compétition,. Kim Källström compte cent vingt-cinq capes internationales et seize buts inscrits, il a participé à la Coupe du monde 2006 en Allemagne ainsi qu'à trois Championnat d'Europe en  2004, 2008 et 2012.

### Sélectionneurs
| Entraîneur               | Période   | M   |
| ------------------------ | --------- | --- |
| Lars Lagerbäck           | 2000-2009 | 141 |
| John « Bill » Pettersson | 1921-1936 | 138 |
| Rudolf Kock              | 1943-1956 | 110 |
| Janne Andersson          | 2016-2023 | 94  |
| Georg Ericson            | 1971-1979 | 91  |
| Tommy Söderberg          | 1998-2004 | 88  |

De son premier match en 1908 à 1954, la sélection de Suède ne dispose pas d'un sélectionneur unique appointé, mais fonctionne avec un conseil de sélection. En comptant les présidents du Comité de sélection, vingt-deux techniciens ont assuré la direction de l'équipe nationale, tous sont suédois, depuis l'instauration du sélectionneur unique, en 1962, dix sélectionneurs se sont succédé,. Lars Lagerbäck, sélectionneur de 2000 à 2009 détient avec 141 matchs dirigés le record de longévité sur le banc suédois.
Ludvig Kornerup est le premier à diriger la sélection suédoise, président du comité de la sélection suédoise, il entraîne l'équipe nationale suédoise lors des six matchs de l'année 1908, notamment lors des Jeux olympiques de 1908, où il mène son équipe à la quatrième place du tournoi.
De 1909 à 1916, cinq entraineurs se succèdent sur le banc suédois, aucun pour plus de dix rencontres, successeur de Wilhelm Friberg, John Ohlson dirige la sélection suédoise à seulement cinq reprises au cours de l'année 1912, il dirige néanmoins l'équipe suédoise lors des Jeux olympiques de 1912 disputés à domicile. Anton Johanson est le premier à trouver une certaine stabilité au poste d'entraineur de la Suède, restant en poste entre 1917 et 1920, il dirige l'équipe suédoise à vingt-cinq reprises notamment au cours des Jeux olympiques de 1920, au cours desquels son équipe est éliminée en quart-de-finale.
John « Bill » Pettersson dirige la sélection suédoise cent trente-huit fois entre 1921 et 1936, sous sa direction l'équipe de Suède prend deux fois part aux jeux olympiques, en 1924 son équipe remporte la médaille de bronze et en 1936 ainsi qu'une fois à la Coupe du Monde en 1934, lors des Jeux olympiques 1924 et de la Coupe du Monde 1934, Pettersson est assisté par l'entraineur hongrois József Nagy. Après un an passé à la tête de l'équipe de Suède, Carl Linde est remplacé par Gustaf Carlsson qui dirige la Suède à vingt-quatre reprises avant son décès en 1942, ancien capitaine de la Suède lors Jeux olympiques 1924, il dirige la Suède lors de la Coupe du Monde 1938 au cours de laquelle il est également assisté par József Nagy.

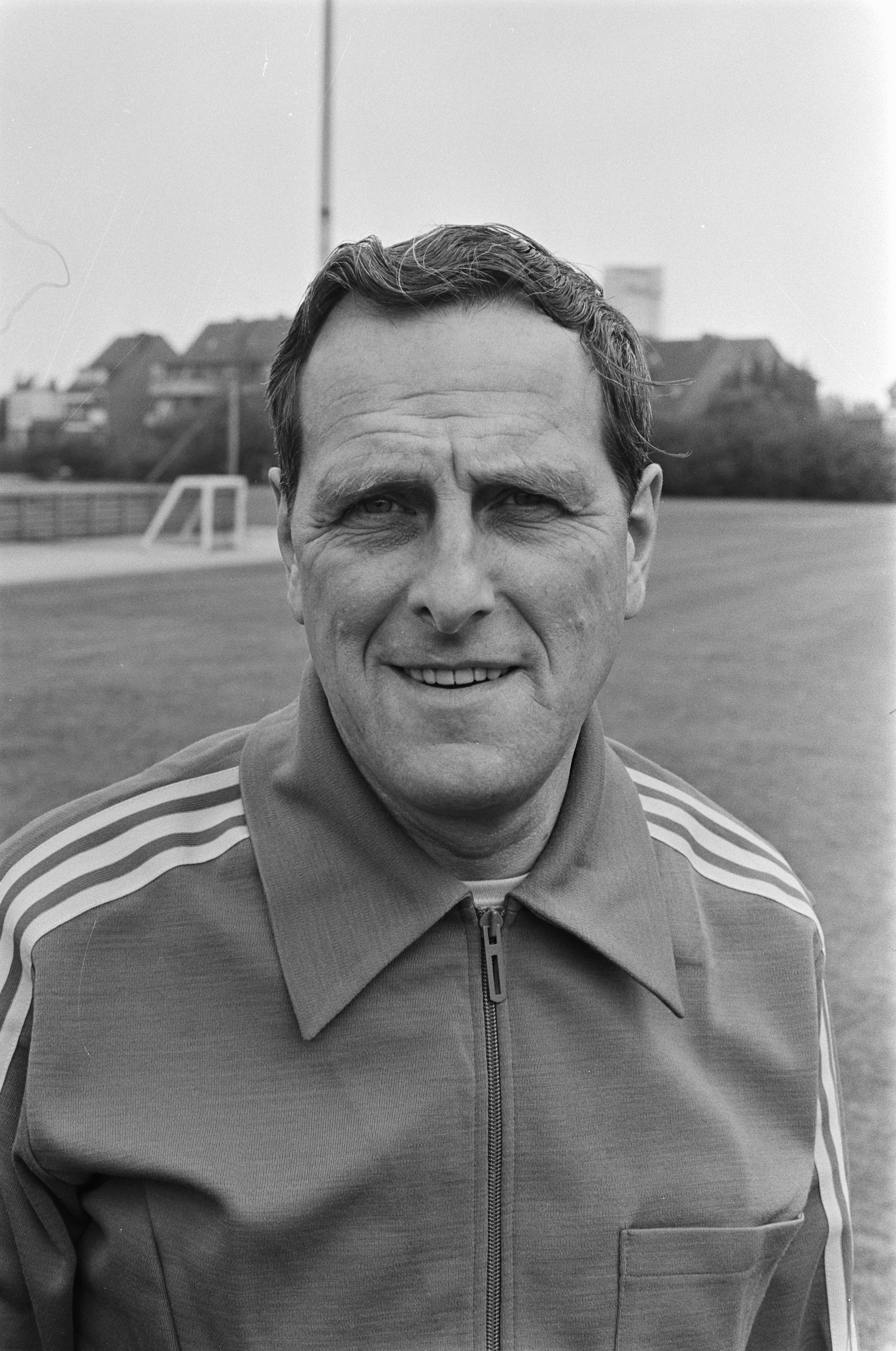
Georg Ericson, sélectionneur en 1971-1979.

Rudolf Kock de 1943 à 1956 puis Eric Persson de 1957 à 1961 sont les deux derniers présidents du comité de sélection, Rudolf Kock, ancien international suédois aux trente-sept sélections, dirige l'équipe suédoise à cent dix reprises au cours desquels il dispute les jeux olympiques victorieux de 1948, la Coupe du Monde 1950 et les Jeux olympiques 1952, son successeur Eric Persson dirige quant à lui la Suède lors de  la Coupe du Monde 1958 disputée à domicile, au cours de laquelle son équipe termine finaliste. Les deux hommes sont assistés par l'entraîneur anglais George Raynor qui dirige l'équipe lors du titre olympique de 1948, lors de la Coupe du monde 1950, lors des Jeux olympiques de 1952 et surtout lors de la Coupe du monde 1958,.
À la suite de la non-qualification pour la Coupe du monde 1962 au Chili, le système de sélection évolue avec désormais un sélectionneur unique, Lennart Nyman devient en 1962 le premier sélectionneur de la sélection suédoise, il reste à la tête de la sélection nationale jusqu'en 1965, il dirige l'équipe nationale à trente-six reprises, il quitte la sélection nationale après son échec lors des éliminatoires de la Coupe du monde 1966. Orvar Bergmark, défenseur international au sein de l'équipe finaliste en 1958, devient sélectionneur en 1966, au cours de ses quatre années de mandat, il dirige son pays à 49 reprises, malgré un échec lors des éliminatoires du Championnat d'Europe 1968, il réussit à qualifier son pays pour la Coupe du monde 1970, mais il ne réussit pas à passer le premier tour.
Georg Ericson, ancien joueur et entraineur de l'IFK Norrköping, sélectionneur en 1971 à 1979, il entraîne la sélection pendant huit ans au cours desquelles elle dispute 91 rencontres sous ses ordres, participant notamment à deux Coupes du Monde, classé à égalité avec l'Autriche lors des éliminatoires de la Coupe du monde 1974, un match de barrage disputé entre les deux sélections le 28 novembre 1973 au Parkstadion de Gelsenkirchen, il est remporté par les hommes d'Ericson, lors de la Coupe du monde 1974, son équipe termine cinquième de la compétition, la sélection suédoise dispute également sous ses ordres la de la Coupe du monde 1978 en Argentine.
Lars Arnesson, sélectionneur des espoirs en 1975-76 puis en 1979 devient sélectionneur en 1980 en succédant à Georg Ericson. Il dirige la sélection lors des éliminatoires des Coupe du Monde 1982 et 1986 sans jamais réussir à qualifier son pays, il quitte son poste de sélectionneur après 59 matchs passés sur le banc suédois.
Olle Nordin dirige l'équipe nationale suédoise de 1986 à 1990, pour un total de 45 matchs, il réussit à qualifier la sélection suédoise pour la Coupe du Monde 1990, douze ans après sa dernière apparition dans la compétition, il dirige l'équipe lors de la phase finale, son équipe s’incline à trois reprises lors de la phase de groupe, cette élimination est une grande déception pour lui, il quitte son poste au terme du Mondial. Il est remplacé par Nils Andersson assure l’intérim dirigeant les quatre dernières rencontres de l'année 1990.
Tommy Svensson dirige la sélection de 1991 à 1997. Il mène notamment les joueurs suédois en demi-finale de l'Euro 1992 disputé à domicile, par la suite, il réussit à qualifier son équipe pour la Coupe du monde 1994, auteur d'un parcours brillant l'équipe atteint les demi-finales, battue par le Brésil, elle se classe troisième de la compétition après avoir battu la Bulgarie lors de la petite finale. Tommy Svensson continue à diriger la sélection avec moins de succès, ne la qualifiant ni pour l'Euro 1996 ni pour la Coupe du monde 1998, il quitte son poste sur ce dernier échec après 87 matchs à la tête de la sélection.

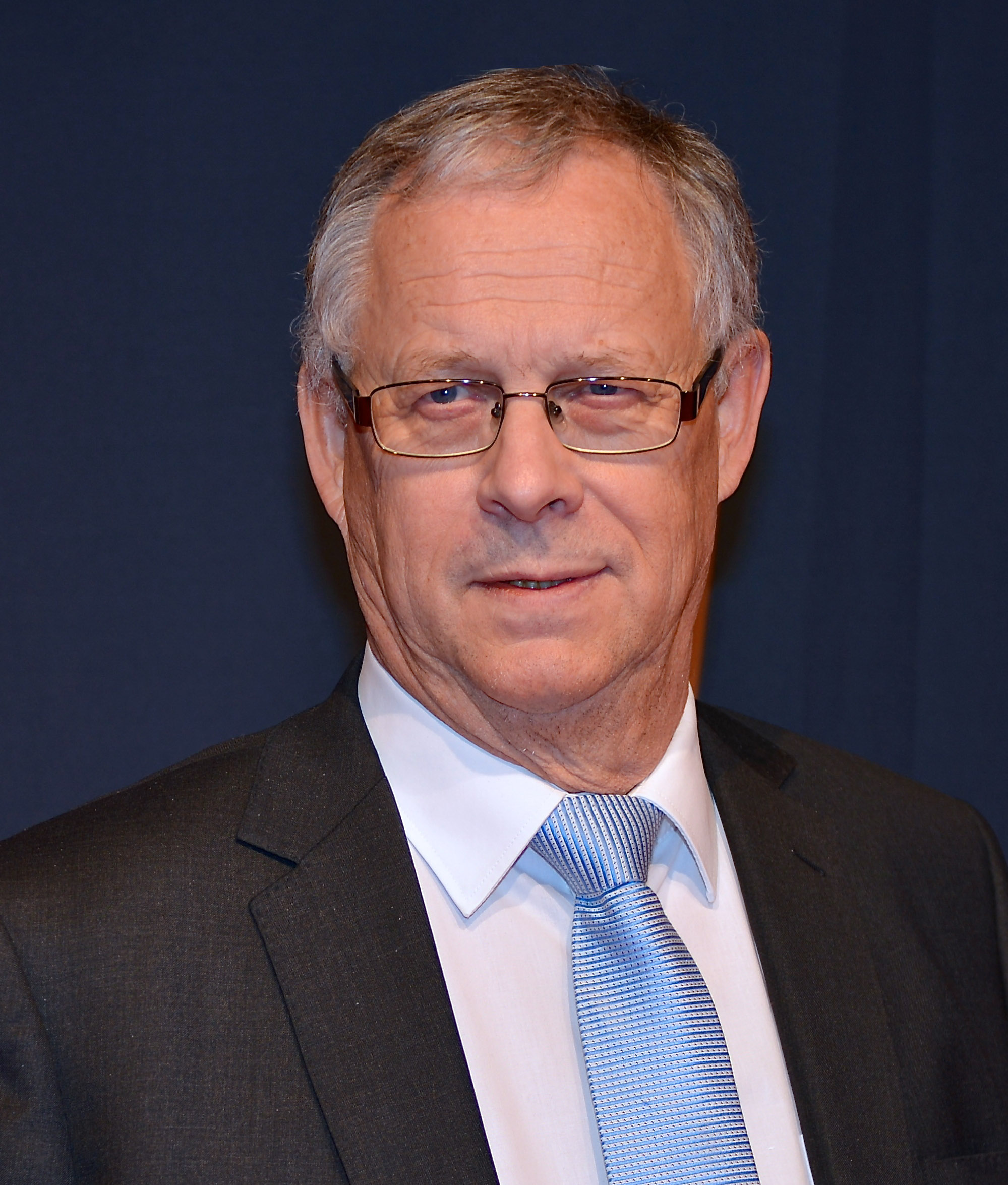
Lars Lagerbäck, sélectionneur de 2000 à 2009.

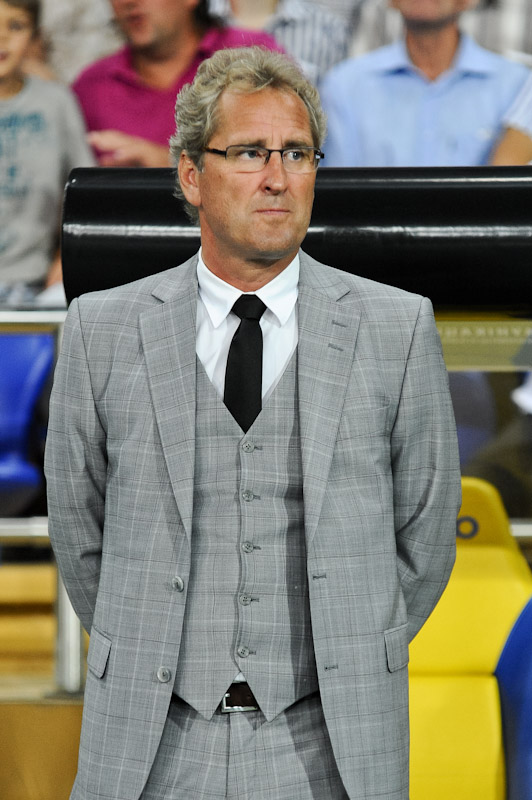
Erik Hamrén, sélectionneur depuis 2009.

Tommy Söderberg, ancien sélectionneur des espoirs de 1994 à 1997, quitte son poste pour rejoindre celui de l'équipe A, il dirige l'équipe seule jusqu'à la fin de l'année 1999, réussissant à qualifier son équipe pour l'Euro 2000 en remportant son groupe de qualification et en restant invaincu. Lars Lagerbäck assistant de Tommy Söderberg et également ancien sélectionneur des espoirs est nommé co-sélectionneur au début de l'année 2000, les deux hommes dirigent ensemble la sélection pendant quatre années, disputant notamment trois phases finales, lors de l'Euro 2000, ils ne réussissent pas à sortir de la phase de groupe, ils emmènent leur équipe en huitième de finale de la Coupe du monde 2002 puis en quart lors de l'Euro 2004, Tommy Söderberg quitte alors son poste pour retourner entrainer les espoirs après 88 match passés avec les A.
Lars Lagerbäck devient à la suite de l'Euro 2004 l'unique sélectionneur de la Suède, il est alors assisté par Roland Andersson, il qualifie son équipe pour la Coupe du monde 2006, devant le premier sélectionneur suédois à participer à quatre phases finales consécutives, après avoir passé le premier tour, son équipe s'incline une nouvelle en huitième de finale, par la suite la Suède de Lars Lagerbäck se qualifie pour l'Euro 2008 mais ne réussit pas à sortir de son groupe, il reste à la tête de la Suède pour les éliminatoires de la Coupe du monde 2010, échouant à qualifier son pays, il quitte son poste de sélectionneur à l'issue échec, avec un total de 141 rencontres dirigées il détient le record de longévité pour un sélectionneur suédois.
Erik Hamrén devient sélectionneur en novembre 2009, sous contrat avec le club norvégien de Rosenborg, il entraine le club jusqu'en juin 2010 avant de se consacrer pleinement à la sélection suédoise, il réussit à qualifier la Suède pour l'Euro 2012, dans un groupe relevé, son équipe termine à la quatrième place à un point seulement de la qualification, il ne réussit en revanche pas à qualifier son équipe pour la Coupe du monde 2014, malgré cet échec, la fédération suédoise lui renouvelle sa confiance en prolongeant son contrat, il qualifie la Suède pour l'Euro 2016 en disposant du Danemark en barrage, compétition après laquelle il va céder son poste.

## Infrastructures

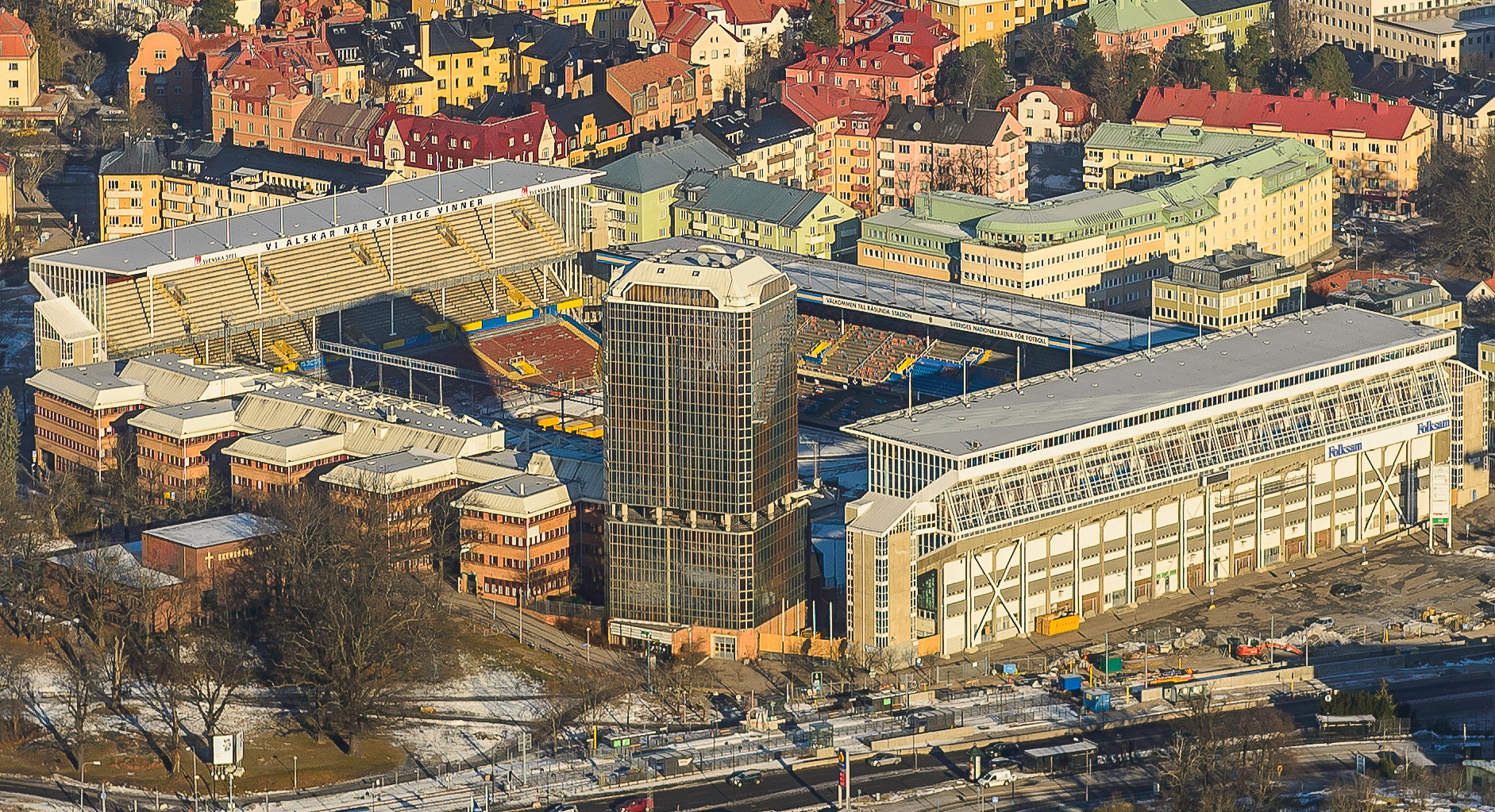
Le Råsunda enceinte historique de l'équipe de Suède

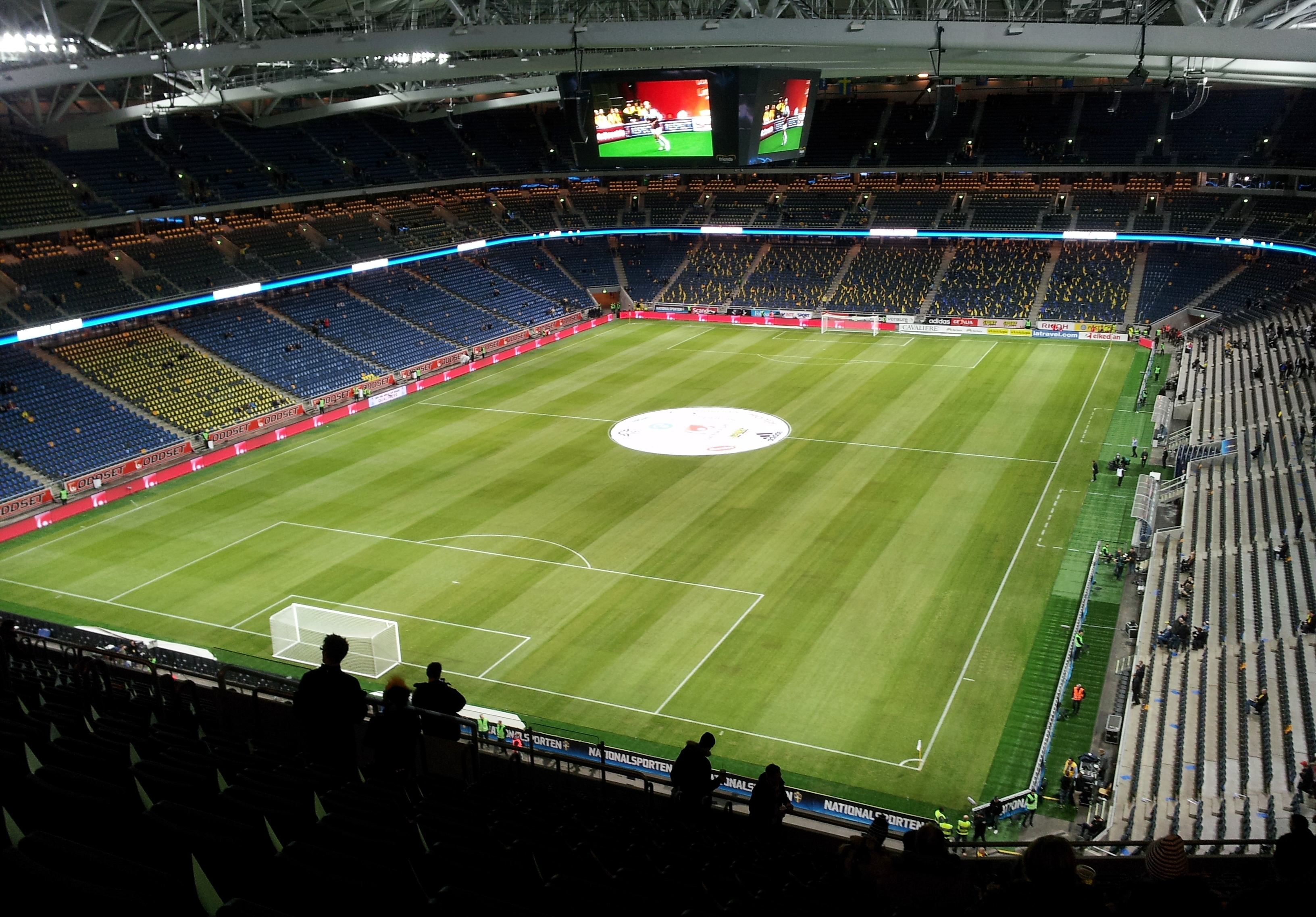
L’intérieur du nouveau Strawberry Arena

La sélection suédoise dispute sa première rencontre officielle à domicile le 12 juillet 1908 au Idrottsplatsen på Tegelbruksängen de Göteborg face à la Norvège. Lors de ses débuts la Suède dispute trois autres rencontres à Göteborg, au Valhalla Idrottsplats, le match suivant en septembre 1908 puis deux autres matchs en 1912.
La Suède rejoint la capitale dès 1911, elle dispute ses premiers matchs à Solna en banlieue de Stockholm au Råsunda Idrottsplats, le stade d'une capacité de 12 000 places est construit sur un terrain de 22 000 hectares achetés par la fédération suédoise deux ans plus tôt, il est inauguré en 1910 situé à six kilomètres au nord-ouest du centre de Stockholm, le stade est utilisé lors de certains matchs des Jeux olympiques de 1912, il est principalement utilisé en 1914 avec six matchs, le stade est en tout utilisé douze fois entre 1911 et 1933. La sélection suédoise fait ses débuts au Stade olympique de Stockholm lors des Jeux olympiques de 1912, le stade devient le stade principale des suédois avec soixante-huit matchs disputés entre 1912 et 1936.
En 1937 est inauguré le stade Råsunda, il remplace l'ancien stade Råsunda Idrottsplats et est d'une capacité de 40 000 places. Le premier match international disputé a lieu le 17 mai 1937, à l'occasion d'un match amical joué et perdu (0-4) face à l'Angleterre,. Le stade devient immédiatement le principale stade de la sélection, il reçoit la finale de la Coupe du Monde 1958 perdu face au Brésil,, le record d'affluence de l'enceinte a lieu le 26 septembre 1965 lors d'une rencontre amicale face à l'Allemagne de l'Ouest, avec 52 943 personnes présentes dans les gradins. Les Suédois disputent également au Råsunda la demi-finale perdue face à l'Allemagne de l'Euro 1992. Le stade reçoit son dernier match le 15 août 2012, la capacité est alors réduite à 36 608 places. Entre son inauguration en 1937 et sa destruction en 2013, le stade a accueilli la sélection nationale à cent quatre-vingt quinze reprises.
La Suède évolue désormais dans son nouveau stade le Strawberry Arena, qui se trouve également à Solna en banlieue de Stockholm. Il est inauguré le 14 novembre 2012 lors d'un match amical entre la Suède et l'Angleterre, les Suédois s'imposant (4-2),.
Parmi les autres villes où la Suède a évolué régulièrement, sont présentes Göteborg et Malmö, respectivement deuxième et troisième ville du pays. Les Suédois ont joué près de soixante-dix fois à Göteborg, outre les premiers matchs disputés dans la ville en 1908 et 1912, la sélection a disputé dix matchs au Gamla Ullevi, le stade inauguré en 1916 est démoli en janvier 2007 pour être remplacé par le nouveau Gamla Ullevi. Le Stade Ullevi inauguré pour la Coupe du monde 1958 devient le deuxième stade de l'équipe de Suède, elle y dispute son premier match lors de la demi-finale victorieuse face à l'Allemagne de l'Ouest, le stade reçoit la finale de la Euro 1992, le stade a actuellement une capacité de 43 200 places, la Suède a disputé cinquante-quatre rencontres sur cette pelouse, elle y a disputé son dernier match en 2012.
La Suède a disputé une trentaine de matchs à Malmö, dans trois stades différents, elle dispute tout d'abord deux matchs au Malmö Idrottsplats, face à la Lettonie en 1929 puis la Finlande en 1949, elle a également disputé dix rencontres au Malmö Stadion, inauguré également pour la Coupe du Monde 1958, le stade d'une capacité de 30 000 places est remplacé par le Swedbank Stadion inauguré en 2009, l'équipe nationale a disputé trois matchs dans ce stade.

## Résultats

### Palmarès
Le tableau suivant liste le palmarès de l’équipe de Suède de football dans les différentes compétitions internationales officielles.
Il se compose d'un titre olympique et de deux troisièmes places en Coupe du monde.
| Coupe du monde                                                                                           | Compétitions continentales                                                         | Jeux olympiques                                                                                          |
| --- | ---------------------------------------------------------------------------------- | --- |
| - Coupe du monde (12 participations) : - Finaliste : 1958. - 3e place : 1950 et 1994. - 4e place : 1938. | - Championnat d'Europe (7 participations au tournoi final) : - Demi-finale : 1992. | - Jeux olympiques (4 participations) : - Vainqueur : 1948. - 3e place : 1924 et 1952. - 4e place : 1908. |

### Parcours en Coupe du monde
L’équipe suédoise a participé à 12 phases finales, elle dispute son premier match de qualification le 11 juin 1933 face à l'Estonie. La Suède réussit sa meilleure performance à domicile en atteignant la finale de la compétition en 1958, battue par le Brésil. La Suède termine par deux fois à la troisième place de l'épreuve, en 1950 et en 1994, où elle bat largement la Bulgarie lors de la petite finale. En 1938 les suédois s'incline contre le Brésil lors du match pour la troisième place. Parmi ses autres performances, la Suède atteint les quarts de finale en 1934, 1974 et 2018, les huitièmes de finale en 2002 et 2006, elle ne passe pas en revanche la phase de groupe du premier tour en 1970, 1978 et 1990.
| Année | Position         |      | Année              | Position |                 | Année | Position |
| 1930  | Non inscrite     | 1974 | 2e tour            | 2010     | Non qualifiée   |       |          |
| 1934  | Quart de finale  | 1978 | 1er tour           | 2014     | Non qualifiée   |       |          |
| 1938  | Demi-finale (4e) | 1982 | Non qualifiée      | 2018     | Quart de finale |       |          |
| 1950  | 3e               | 1986 | Non qualifiée      | 2022     | Non qualifiée   |       |          |
| 1954  | Non qualifiée    | 1990 | 1er tour           | 2026     | À venir         |       |          |
| 1958  | Finaliste        | 1994 | Demi-finale (3e)   | 2030     | À venir         |       |          |
| 1962  | Non qualifiée    | 1998 | Non qualifiée      | 2034     | À venir         |       |          |
| 1966  | Non qualifiée    | 2002 | Huitième de finale |          |                 |       |          |
| 1970  | 1er tour         | 2006 | Huitième de finale |          |                 |       |          |

### Parcours en Championnat d'Europe
L’équipe de Suède a participé à 7 phases finales, elle dispute son premier match de qualification le 21 juin 1962 face à la Norvège. La Suède réussit sa meilleure performance, à domicile, en atteignant les demi-finales du tournoi en 1992, battue par l'Allemagne. Parmi ses autres performances, la Suède atteint les quarts de finale en 1964 et en 2004 et les 1/8e de finale en 2021, elle ne passe en revanche pas le premier tour en 2000, 2008, 2012 et 2016.
| Année | Position         |      | Année           | Position |                    | Année | Position |
| 1960  | Non inscrite     | 1988 | Non qualifiée   | 2016     | 1er tour           |       |          |
| 1964  | Quarts de finale | 1992 | Demi-finale     | 2020     | Huitième de finale |       |          |
| 1968  | Non qualifiée    | 1996 | Non qualifiée   | 2024     | Non qualifiée      |       |          |
| 1972  | Non qualifiée    | 2000 | 1er tour        | 2028     | À venir            |       |          |
| 1976  | Non qualifiée    | 2004 | Quart de finale | 2032     | À venir            |       |          |
| 1980  | Non qualifiée    | 2008 | 1er tour        |          |                    |       |          |
| 1984  | Non qualifiée    | 2012 | 1er tour        |          |                    |       |          |

### Parcours de la Ligue des Nations
| Édition   | Ligue | Phase de Groupe | Phase de Groupe | Phase de Groupe | Phase de Groupe | Phase de Groupe | Phase de Groupe | Phase de Groupe | Phase finale | Phase finale  | Phase finale  | Phase finale  | Phase finale  | Phase finale  | Phase finale  | Phase finale  |
| Édition   | Ligue | Class.          | M               | V               | N               | D               | bp              | bc              | Pays hôte    | Résultat      | M             | V             | N             | D             | bp            | bc            |
| --------- | ----- | --------------- | --------------- | --------------- | --------------- | --------------- | --------------- | --------------- | ------------ | ------------- | ------------- | ------------- | ------------- | ------------- | ------------- | ------------- |
| 2018-2019 | B     | 1/3             | 4               | 2               | 1               | 1               | 5               | 3               | 2019         | Inéligible    | Inéligible    | Inéligible    | Inéligible    | Inéligible    | Inéligible    | Inéligible    |
| 2020-2021 | A     | 4/4             | 6               | 1               | 0               | 5               | 5               | 13              | 2021         | Non qualifiée | Non qualifiée | Non qualifiée | Non qualifiée | Non qualifiée | Non qualifiée | Non qualifiée |
| 2022-2023 | B     | 4/4             | 6               | 1               | 1               | 4               | 7               | 11              | 2023         | Inéligible    | Inéligible    | Inéligible    | Inéligible    | Inéligible    | Inéligible    | Inéligible    |
| 2024-2025 | C     | 1/4             | 6               | 5               | 1               | 0               | 19              | 4               | 2025         | Inéligible    | Inéligible    | Inéligible    | Inéligible    | Inéligible    | Inéligible    | Inéligible    |
| Total     | Total | Total           | 22              | 9               | 3               | 10              | 36              | 31              | Total        | Total         | 0             | 0             | 0             | 0             | 0             | 0             |

### Parcours auxJeux olympiques d'été
L’équipe suédoise A a participé sept fois aux Jeux olympiques d'été. En 1999, la FIFA décide que les matchs de football disputés dans le cadre des Jeux olympiques à partir des Jeux olympiques de Rome de 1960 ne comptent pas comme sélection nationale en équipe A, à partir de 1992, les phases finales des Jeux olympiques sont disputés par les sélections des moins de 23 ans. La Suède a réussi sa meilleure performance en remportant la compétition en 1948 en disposant de la Yougoslavie en finale, ella est également parvenue à ramener deux médailles de bronze en 1924 après avoir battu les Pays-Bas et 1952 en disposant de l'Allemagne de l’Ouest, en 1908 elle s'incline lors du match pour la troisième place contre les Pays-Bas.
| Année | Position         |      | Année            | Position    |                                  | Année | Position |
|       |                  | 1948 | Vainqueur        | 1976        | Non participante                 |       |          |
| 1908  | 4e               | 1952 | 3e place         | 1980        | Non participante                 |       |          |
| 1912  | 1er tour         | 1956 | Non participante | 1984        | Non participante                 |       |          |
| 1920  | Quart de finale  | 1960 | Non participante | 1988        | Quart de finale                  |       |          |
| 1924  | 3e place         | 1964 | Non qualifiée    | Depuis 1992 | Compétition disputée par les U23 |       |          |
| 1928  | Non participante | 1968 | Non participante |             |                                  |       |          |
| 1936  | 1er tour         | 1972 | Non participante |             |                                  |       |          |

### Parcours en compétitions amicales
Au cours de son histoire, la sélection suédoise a disputé diverses compétitions amicales. Dans le cadre de ces tournois, seuls les matchs entre sélections nationales A sont reconnus officiellement par la FIFA.
Entre 1924 et 2001, la Suède a disputé aux quatorze éditions du Championnat nordique, cette compétition entre pays nordiques se déroule généralement sur plusieurs années, la Suède a remporté à neuf reprises la compétition entre 1933 et 1977, la Suède a également terminée par quatre fois à la deuxième place. La Suède termine deuxième derrière le Danemark de la première édition disputée de 1924 à 1928 puis de nouveau deuxième lors de l’édition suivante, disputée entre 1929 et 1932, les suédois enchaînent par la suite neuf succès de rang dans l'épreuve entre 1933 et 1977, la Suède termine à la seconde place de la compétition lors des deux éditions suivantes en 1978–1980  puis en 1981–1983 , la dernière édition est disputée de 2000 à 2001, lors de cette première édition disputée à si équipes, la Suède termine cinquième de la compétition.
La Suède a participé à plusieurs reprises aux Tournois anniversaires des fédérations scandinaves, en 1939, les Suédois participent au Tournoi du 50e anniversaire de la Fédération danoise, la Suède s'incline en demi-finale contre la Norvège, elle termine troisième du tournoi avec la Finlande également battu en demi-finale. Les Suédois participent ensuite au cours de l'année 1947 au tournoi fêtant les 40 ans de la Fédération finlandaise, les Suédois s'imposent en demi-finale contre Danemark avant de remporter la finale contre la Norvège. En 1952, la Suède dispute en Norvège le tournoi anniversaire des 50 ans de la NFF après un succès en demi-finale contre le Danemark, les suédois s’inclinent en finale contre la Finlande. Deux ans plus tard, les Suédois disputent le tournoi anniversaire de leur fédération, les Suédois remportent le tournoi en disposant en finale de la NFF. En 1952, la sélection suédoise dispute le tournoi des 50 ans de la SPL, comme dix ans plus tôt, la Suède ramène un succès de Finlande remportant la finale contre l'hôte Finlandais. En 1989 au Danemark se déroule le tournoi du centenaire de la DBU, lors du tournoi à trois avec le Danemark et le Brésil, les Suédois prennent la seconde place.
| Année     | Class.   | M   | V  | N  | D  | bp  | bc  |
| --------- | -------- | --- | -- | -- | -- | --- | --- |
| 1924-1928 | 2e       | 10  | 6  | 1  | 3  | 31  | 19  |
| 1929-1932 | 2e       | 12  | 6  | 1  | 5  | 35  | 31  |
| 1933-1936 | 1er      | 12  | 7  | 2  | 3  | 31  | 22  |
| 1937-1947 | 1er      | 12  | 9  | 0  | 3  | 41  | 16  |
| 1948-1951 | 1er      | 12  | 7  | 2  | 3  | 36  | 22  |
| 1952-1955 | 1er      | 12  | 8  | 4  | 0  | 44  | 14  |
| 1956-1959 | 1er      | 12  | 9  | 2  | 1  | 45  | 17  |
| 1960-1963 | 1er      | 12  | 7  | 3  | 2  | 24  | 10  |
| 1964-1967 | 1er      | 12  | 5  | 4  | 3  | 22  | 14  |
| 1968-1971 | 1er      | 12  | 10 | 2  | 0  | 32  | 10  |
| 1972-1977 | 1er      | 12  | 8  | 2  | 2  | 24  | 9   |
| 1978-1980 | 2e       | 3   | 3  | 0  | 3  | 7   | 6   |
| 1981-1983 | 2e       | 6   | 3  | 1  | 2  | 7   | 4   |
| 2000-2001 | 5e       | 5   | 1  | 2  | 2  | 3   | 4   |
| Total     | 9 titres | 146 | 88 | 26 | 32 | 382 | 198 |

| Année                  | Class.   | M  | V | N | D  | bp | bc |
| ---------------------- | -------- | -- | - | - | -- | -- | -- |
| 1939 50 ans de la DBU  | 3e       | 1  | 0 | 0 | 1  | 0  | 1  |
| 1947 40 ans de la SPL  | 1er      | 2  | 2 | 0 | 0  | 11 | 2  |
| 1952 50 ans de la NFF  | 2e       | 2  | 1 | 0 | 1  | 3  | 3  |
| 1954 50 ans de la SVFF | 1er      | 2  | 2 | 0 | 0  | 9  | 0  |
| 1957 50 ans de la SPL  | 1er      | 2  | 1 | 1 | 0  | 5  | 1  |
| 1989 100 ans de la DBU | 2e       | 2  | 1 | 0 | 1  | 30 | 14 |
| Total                  | 3 titres | 11 | 1 | 3 | 14 | 96 | 77 |

Entre novembre 1981, la Suède dispute en Finlande la Coupe de Lahti, pour cette première édition, les Suédois s'imposent en demi-finale contre la Norvège avant de perdre en finale contre la Finlande. En 1988, la Suède participe victorieusement à deux compétitions, la première au mois de janvier, elle remporte le Tournoi de Las Palmas en disposant de l'Allemagne de l'Est puis de la Finlande en finale, au printemps, elle dispute à Berlin-Ouest le Tournoi des Quatre Nations, elle s'impose en demi-finale aux tirs au but contre l'Allemagne de l’Ouest avant de battre en finale l'Union soviétique. En 1991, les Suédois disputent à domicile le Tournoi Scania, ils sont défaits dès le premier match par l'Union soviétique, lors du match pour la 3e place, les Suédois s'imposent largement face au Danemark. Dans le cadre de sa préparation à la Coupe du monde 1994, la Suède dispute au cours du mois de février la Coupe Joe Robbie à Miami, après un nul inaugural contre la Colombie, elle s'impose contre les États-Unis, la Suède remporte le tournoi grâce à un plus grand nombre de buts marqués que la Colombie.
| Année | Class.  | M | V | N | D | bp | bc |
| ----- | ------- | - | - | - | - | -- | -- |
| 1981  | 2e      | 2 | 1 | 0 | 1 | 5  | 4  |
| Total | 0 titre | 2 | 1 | 0 | 1 | 5  | 4  |

| Année | Class.  | M | V | N | D | bp | bc |
| ----- | ------- | - | - | - | - | -- | -- |
| 1988  | 1er     | 2 | 2 | 0 | 0 | 5  | 1  |
| Total | 1 titre | 2 | 2 | 0 | 0 | 5  | 1  |

| Année | Class.  | M | V | N | D | bp | bc |
| ----- | ------- | - | - | - | - | -- | -- |
| 1988  | 1er     | 2 | 1 | 1 | 0 | 3  | 1  |
| Total | 1 titre | 2 | 1 | 1 | 0 | 3  | 1  |

| Année | Class.  | M | V | N | D | bp | bc |
| ----- | ------- | - | - | - | - | -- | -- |
| 1991  | 3e      | 2 | 1 | 0 | 1 | 6  | 3  |
| Total | 0 titre | 2 | 1 | 0 | 1 | 6  | 3  |

| Année | Class.  | M | V | N | D | bp | bc |
| ----- | ------- | - | - | - | - | -- | -- |
| 1994  | 1re     | 2 | 1 | 1 | 0 | 3  | 1  |
| Total | 1 titre | 2 | 1 | 1 | 0 | 3  | 1  |

Juste avant de disputer la Coupe du monde 1994, la Suède participe à la Coupe nordique, un tournoi amical de préparation avec le Danemark et la Norvège, les Scandinaves remportent le tournoi. En 1995, les Suédois disputent en Angleterre la Coupe Umbro, avec deux matchs nuls et une défaite, ils prennent la troisième place derrière le Brésil, l'Angleterre et devant le Japon. La Suède participe par deux fois au Tournoi de Hong Kong, une première fois victorieusement en 1996, elle prend en 2004 la troisième place du tournoi. La Suède participe quatre fois à la King's Cup en Thaïlande, elle participe à ces tournois avec un effectif composé de joueurs évoluant dans les championnats scandinaves, elle remporte la compétition à chacune de ses apparitions, en 1997, en 2001 en 2003 et en 2013. En février 2011, la Suède dispute le Tournoi international de Chypre, après un succès face à Chypre en demi-finale, elle s'incline aux tirs au but en finale face à l'Ukraine.
| Année | Class.  | M | V | N | D | bp | bc |
| ----- | ------- | - | - | - | - | -- | -- |
| 1994  | 1re     | 2 | 1 | 0 | 1 | 2  | 1  |
| Total | 1 titre | 2 | 1 | 0 | 1 | 2  | 1  |

| Année | Class.  | M | V | N | D | bp | bc |
| ----- | ------- | - | - | - | - | -- | -- |
| 1995  | 3e      | 3 | 0 | 2 | 1 | 5  | 6  |
| Total | 0 titre | 3 | 0 | 5 | 1 | 5  | 6  |

| Année     | Class.      | M           | V           | N           | D           | bp          | bc          |
| --------- | ----------- | ----------- | ----------- | ----------- | ----------- | ----------- | ----------- |
| 1983-1995 | Non invitée | Non invitée | Non invitée | Non invitée | Non invitée | Non invitée | Non invitée |
| 1996      | 1re         | 2           | 1           | 1           | 0           | 2           | 1           |
| 2001-2003 | Non invitée | Non invitée | Non invitée | Non invitée | Non invitée | Non invitée | Non invitée |
| 2004      | 3e          | 2           | 1           | 0           | 1           | 3           | 3           |
| 2005-2006 | Non invitée | Non invitée | Non invitée | Non invitée | Non invitée | Non invitée | Non invitée |
| Total     | 1 titre     | 4           | 2           | 1           | 1           | 5           | 4           |

| Année     | Class.      | M           | V           | N           | D           | bp          | bc          |
| --------- | ----------- | ----------- | ----------- | ----------- | ----------- | ----------- | ----------- |
| 1968-1996 | Non invitée | Non invitée | Non invitée | Non invitée | Non invitée | Non invitée | Non invitée |
| 1997      | 1er         | 4           | 3           | 1           | 0           | 6           | 1           |
| 1998-2000 | Non invitée | Non invitée | Non invitée | Non invitée | Non invitée | Non invitée | Non invitée |
| 2001      | 1er         | 4           | 2           | 2           | 0           | 9           | 3           |
| 2002      | Non invitée | Non invitée | Non invitée | Non invitée | Non invitée | Non invitée | Non invitée |
| 2003      | 1er         | 4           | 3           | 1           | 0           | 12          | 4           |
| 2004-2012 | Non invitée | Non invitée | Non invitée | Non invitée | Non invitée | Non invitée | Non invitée |
| 2013      | 1er         | 2           | 1           | 1           | 0           | 4           | 1           |
| Total     | 4 titres    | 14          | 9           | 5           | 0           | 31          | 9           |

| Année     | Class.      | M           | V           | N           | D           | bp          | bc          |
| --------- | ----------- | ----------- | ----------- | ----------- | ----------- | ----------- | ----------- |
| 1997-2009 | Non invitée | Non invitée | Non invitée | Non invitée | Non invitée | Non invitée | Non invitée |
| 2011      | 2e          | 2           | 1           | 1           | 0           | 3           | 1           |
| Total     | 0 titre     | 2           | 1           | 1           | 0           | 3           | 1           |

## Statistiques
Du 12 juillet 1908 au 10 janvier 2016, l'équipe suédoise a joué 997 matchs pour un bilan de 492 victoires, 214 matchs nuls et 291 défaites. Elle a marqué 2 028 buts et en a encaissé 1 335,.

### Nations rencontrées
La sélection suédoise, grâce à ses onze participations en Coupe du monde et de nombreux matchs amicaux joués à travers le monde, a rencontré plus de quatre-vingt autres équipes nationales. Elle a joué sur tous les continents, elle effectue son premier déplacement hors d'Europe à l'occasion de la Coupe du monde 1950 disputée au Brésil, outre ce mondial, et des tournées amicales, la Suède a participé à trois autres Coupes du monde sur le continent américain, au Mexique en 1970, en Argentine en 1978 et aux États-Unis en 1994, la Suède a également jouée en Afrique à partir de 1976, en Asie dès 1962 à Bangkok face à la Thaïlande puis pour le mondial 2002 au Japon, et en Océanie à l'occasion de deux tournées en Australie en 1992 et 1996.
La Suède a affronté une grande majorité des nations européennes et quasiment l'ensemble des nations sud-américaines (à l'exception de la Bolivie et du Pérou). Concernant les rencontres face aux nations non européennes, la majorité de ces matchs ont lieu face aux nations asiatiques ainsi que face aux nations sud-américaines, les matchs face aux nations africaines s’avèrent les plus rares avec seulement 21 oppositions, la Suède a affronté à cinq reprises l'Australie alors membre de l'OFC mais n'a affronté aucune sélection actuellement membre de la Confédération d'Océanie.

### Adversaires les plus fréquents
L'équipe suédoise a joué au moins 24 matchs contre onze équipes, toutes européennes. Elle a un bilan positif contre quatre d'entre elles, le Danemark, la Norvège, la Finlande, la Hongrie et la Pologne, un bilan neutre contre la Suisse et un bilan négatif contre l'Allemagne, l'Autriche, les Pays-Bas, l'Angleterre et l'Italie.
Les adversaires les plus fréquents de la Suède sont les autres nations scandinaves, Norvège et Danemark en tête, affrontés a plus de cent reprises, c'est également le cas de la Finlande rencontré en 91 occasions, ce nombre élevé de confrontations s'explique par la participation de ces quatre nations au Championnat nordique, la Suède entretient donc une rivalité particulière avec ses voisins notamment le Danemark.
| Adversaire  | Joués | Victoires | Matchs nuls | Défaites | Buts pour | Buts contre | Différence |
| ----------- | ----- | --------- | ----------- | -------- | --------- | ----------- | ---------- |
| Norvège,    | 110   | 59        | 25          | 26       | 280       | 154         | +126       |
| Danemark,   | 109   | 47        | 20          | 42       | 188       | 176         | +12        |
| Finlande,   | 91    | 69        | 11          | 11       | 304       | 97          | +207       |
| Hongrie,    | 44    | 18        | 10          | 16       | 79        | 79          | 0          |
| Autriche,   | 40    | 14        | 6           | 20       | 56        | 62          | -6         |
| Allemagne   | 37    | 12        | 9           | 16       | 61        | 72          | -11        |
| Suisse      | 29    | 11        | 7           | 11       | 47        | 42          | +5         |
| Pologne     | 28    | 15        | 4           | 9        | 59        | 41          | +18        |
| Pays-Bas    | 25    | 8         | 6           | 11       | 48        | 47          | +1         |
| Angleterre, | 24    | 7         | 9           | 8        | 31        | 37          | -6         |
| Italie,     | 24    | 7         | 7           | 10       | 25        | 28          | -3         |

### Classement FIFA
La Suède a connu son meilleur classement FIFA en novembre 1994 en atteignant la 2e place. Leur plus mauvais classement est une 45e place atteinte en octobre 2015. La Suède a enregistré sa meilleure progression lors du mois de septembre 1995 avec un gain de 12 places, au cours du mois de juillet 2009, la Suède a enregistré son plus fort recul avec la perte de 11 places au classement mondial. Depuis la création du classement FIFA, le classement moyen de la Suède se situe au 22e rang . La Suède termine l'année 2024 à la 27e place du classement FIFA.
| Année                | 1993 | 1994 | 1995 | 1996 | 1997 | 1998 | 1999 | 2000 | 2001 | 2002 | 2003 | 2004 | 2005 | 2006 | 2007 |
| -------------------- | ---- | ---- | ---- | ---- | ---- | ---- | ---- | ---- | ---- | ---- | ---- | ---- | ---- | ---- | ---- |
| Classement mondial   | 9    | 3    | 13   | 17   | 18   | 18   | 16   | 23   | 16   | 25   | 19   | 13   | 14   | 14   | 24   |
| Classement en Europe | 7    | 2    | 10   | 14   | 11   | 12   | 13   | 15   | 11   | 16   | 13   | 9    | 10   | 10   | 17   |

| Année                | 2008 | 2009 | 2010 | 2011 | 2012 | 2013 | 2014 | 2015 | 2016 | 2017 | 2018 | 2019 | 2020 | 2021 | 2022 |
| -------------------- | ---- | ---- | ---- | ---- | ---- | ---- | ---- | ---- | ---- | ---- | ---- | ---- | ---- | ---- | ---- |
| Classement mondial   | 32   | 42   | 33   | 18   | 20   | 27   | 44   | 35   | 41   | 18   | 15   | 17   | 20   | 18   | 23   |
| Classement en Europe | 19   | 25   | 20   | 13   | 12   | 16   | 26   | 24   | 23   | 12   | 10   | 12   | 14   | 12   | 13   |

| Classement mondial   | 26 |
| Classement en Europe | 14 |

| Légende du classement mondial : Légende du classement UEFA : | - de 1 à 3 - de 1 à 3 | - de 4 à 14 - de 4 à 9 | - de 15 à 209 - de 10 à 54 |

### Records
L'équipe suédoise a obtenu ses deux plus larges victoires de son histoire contre la Lettonie sur le score 12 buts à 0 le 29 mai 1927, puis contre la Corée du sud sur le même score le 5 août 1948 lors des jeux olympiques. Le match perdu le 20 octobre 1908 contre la Grande-Bretagne sur le score de (1-12), est la plus lourde défaite de l'histoire du football suédois. La Suède a terminé meilleure attaque des Jeux olympiques 1948 avec 22 buts inscrits et de la Coupe du monde 1994 avec 15 buts inscrits. La Suède, avec son succès (5-0) contre le Bulgarie lors de l'Euro 2004, codétient le record du plus large succès dans un Championnat d'Europe.
Au niveau individuel, c'est le milieu de terrain Anders Svensson avec 148 sélections, qui détient le record d'apparitions sous le maillot suédois. Il devance dans ce classement les gardiens de but Thomas Ravelli ancien recordman avec 143 capes, et Andreas Isaksson et ses 128 sélections. Zlatan Ibrahimović, est avec un total de 62 buts en 111 sélections le meilleur buteur de l'histoire de l'équipe nationale suédoise. Albin Hallback est avec six buts inscrits lors du succès contre la Lettonie en 1927 le buteur le plus prolifique de la Suède en un seul match. Le joueur le plus âgé à avoir porté le maillot suédois est également Zlatan Ibrahimović, entré en jeu face à la Belgique lors de la 1re journée des qualifications à l'Euro 2024 à l'âge de 41 ans et 172 jours.

## Identité

### Surnoms
L'équipe de Suède dispose de différents surnoms, le plus fréquemment utilisé est Blågult (en français : « Les bleus et jaunes »),,, l'équipe nationale est également surnommée Kronos (en français : « Couronne »).

### Couleurs

Drapeau de la Suède.
Logo de la fédération suédoise.

Les couleurs du drapeau suédois ont toujours fait partie des couleurs de la sélection suédoise, la tenue domicile est composée d'un maillot jaune, d'un short bleu et de chaussettes jaunes. La tenue domicile  n'a jamais été modifié sensiblement, les seuls changement sont des détails notamment bleu présent sur le maillot en fonction des modèles fournis par l'équipementier.
Concernant la tenue extérieure de la Suède, elle joue historiquement, au fil du temps, des détails en jaune et bleu sont ajoutés à la tenue extérieure, à partir des années 1970, la tenue extérieure évolue, notamment du fait que le blanc n'est que peu éloigné de la première tenue jaune, ces dernières années la tenue extérieure est bleu foncé avec une diagonale jaune, bleu nuit avec la croix scandinave jaune ou encore un dégradé de bleu et de gris.
Sur le maillot était présent le drapeau suédois, dernièrement on trouve sur la poitrine des joueurs le logo de l'équipementier ainsi que le logo de la fédération suédoise, drapeau suédois en forme de bouclier surnom-monté d'un ballon de football.
Concernant les fournisseurs techniques de l'équipe suédoise, le maillot lors de la Coupe du Monde 1970 est fourni par l'équipementier anglais Umbro, de 1974 à 2003, l'équipe suédoise est équipée par l'allemand Adidas, de 2003 à 2013, la Suède est de nouveau fournie par l'anglais Umbro, le premier contrat débute en 2003 pour une durée de six ans, le contrat avec Umbro est finalement prolongé en 2007, en janvier 2013, la fédération suédoise annonce un partenariat de six ans avec l'allemand Adidas qui redevient le fournisseur technique de la Suède,.

### Supporters

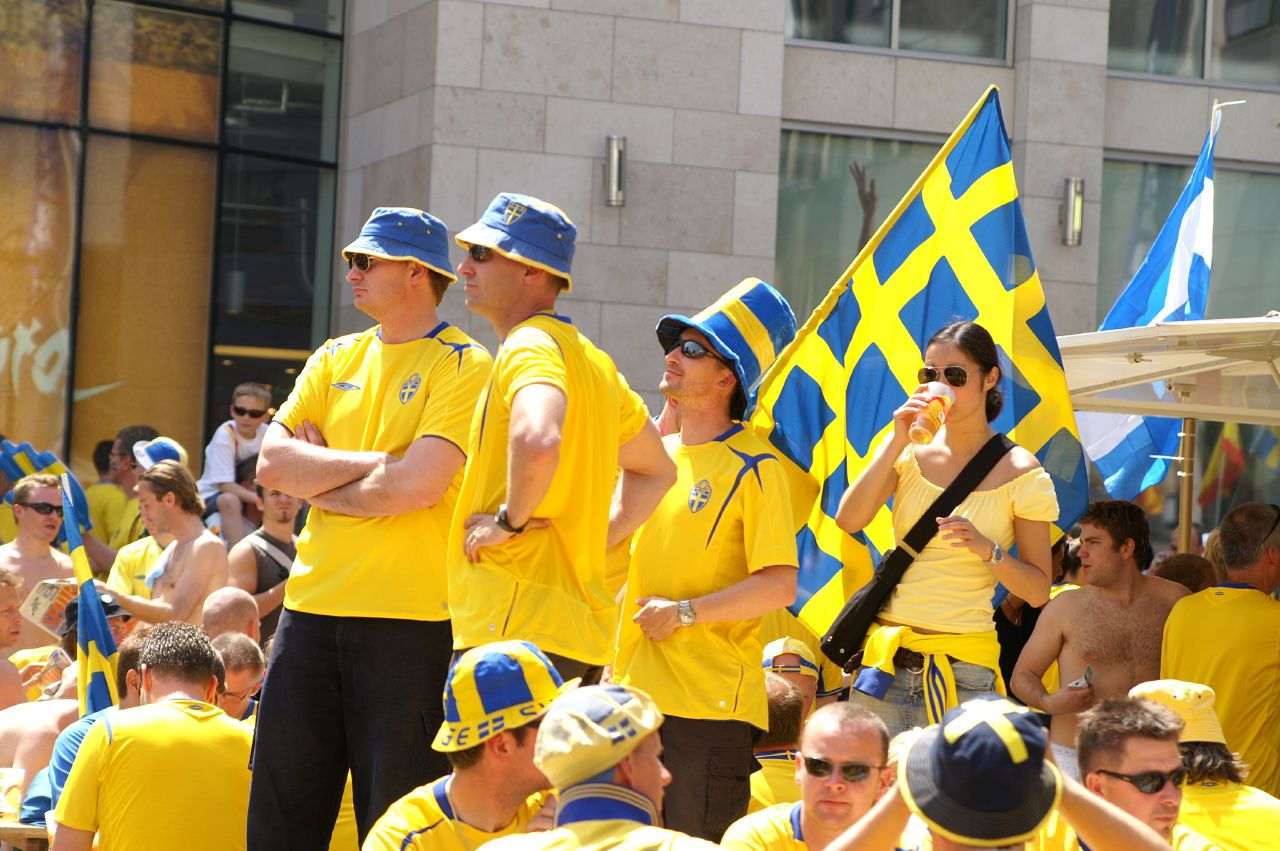
Supporteurs suédois

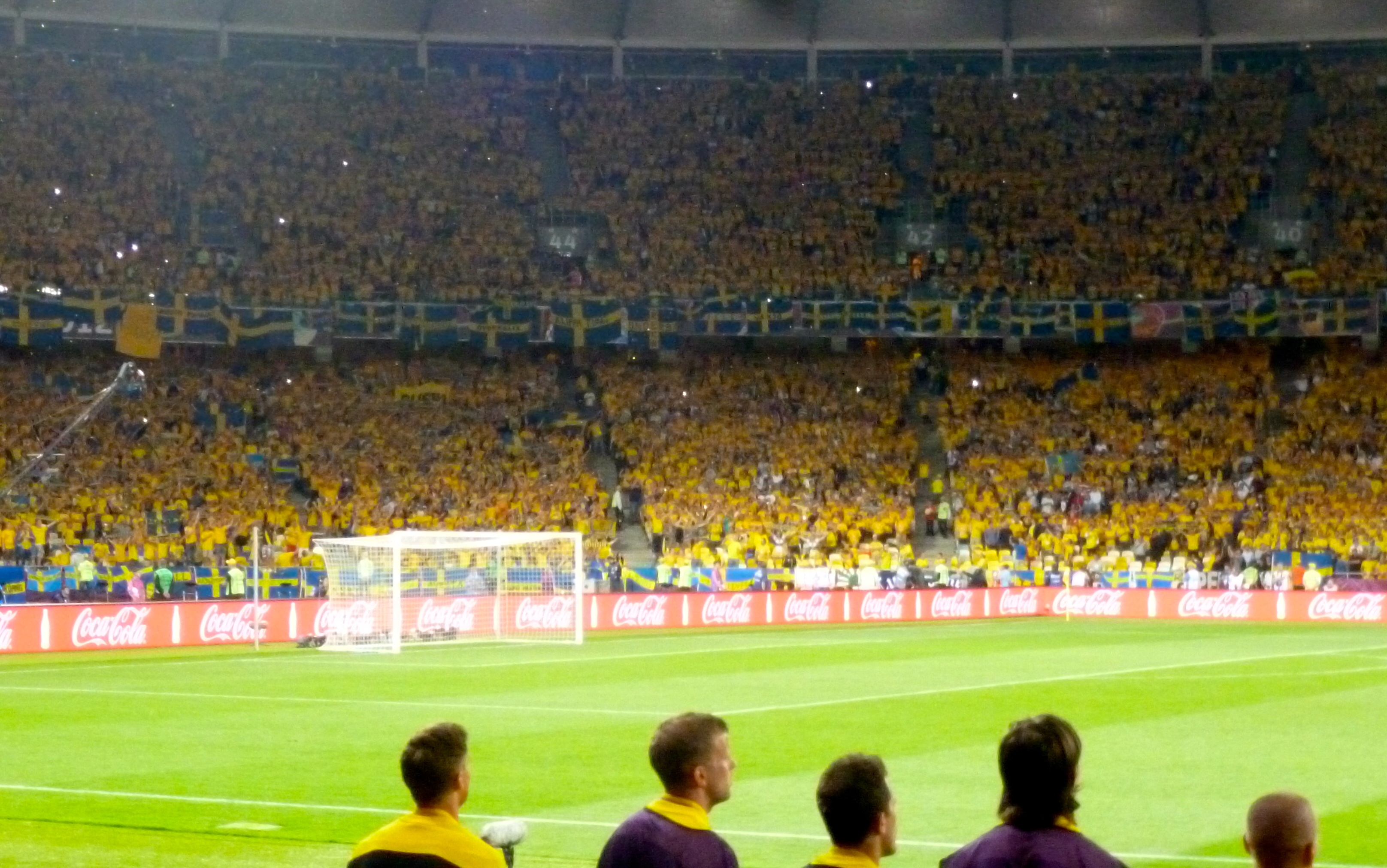
Supporters lors de l'Euro 2012

Les supporters suédois sont apparus la première fois lors des Jeux olympiques d’été de 1912 disputés à domicile à Stockholm, où ils scandaient Heja Sverige Friskt humör, det är det som susen gör (en français : « Allez la Suède : être de bonne humeur est ce qui fait la différence ! ») au cours des rencontres. Parmi les autres chants fréquemment utilisés par les Suédois, Oi Oi Oi, des Sverige, Sverige, Sverige (en français : « Suède, Suède, Suède ») répétés à de nombreuses reprises, ou encore Heja Sverige Friskt humör, det är det som susen gör (en français : « Nous sommes tous des supporters suédois ! »).
Les supporters suédois se sont pour la première fois déplacé en masse lors de la Coupe du Monde 1974 disputée en Allemagne de l'Ouest. Depuis, la Suède a toujours fait ses déplacement avec de nombreux supporteurs, cette ferveur se développe jusqu'à Coupe du Monde 2006 disputée en Allemagne, atteignant des sommets lors de la rencontre face au Paraguay disputée à l'Olympiastadion de Berlin, où 50 000 supporters suédois assistent à la rencontre. Les supporteurs suédois font partie des plus nombreux lors de l'Euro 2012 avec environ 12 000 supporteurs lors du premier match face à l'Ukraine et environ 18 000 supporteurs face à l'Angleterre. Les supporters suédois ont été élus meilleurs fans du monde lors de la Coupe du Monde 2006.